# Proceso de Reorganización Nacional
El Proceso de Reorganización Nacional (PRN)
fue una dictadura cívico-militar que gobernó a la Argentina desde el golpe de Estado del 24 de marzo de 1976 hasta la entrega incondicional del poder a un gobierno elegido por los ciudadanos el 10 de diciembre de 1983. Adoptó la forma de un Estado burocrático-autoritario y se caracterizó por establecer un plan sistemático de terrorismo de Estado, que incluyó asesinatos, secuestros, torturas, desapariciones forzadas, y el robo de bebés (y ocultamiento de su identidad).
Se inició con el golpe de Estado de 1976 ejecutado por las Fuerzas Armadas y apoyado por sectores civiles socialmente conservadores, principalmente del empresariado y la Iglesia católica. El golpe militar derrocó a todas las autoridades constitucionales, nacionales y provinciales, incluyendo a la presidenta justicialista María Estela Martínez de Perón, imponiendo en su lugar una Junta Militar integrada por los tres comandantes de las Fuerzas Armadas, que dictó varias normas de jerarquía supraconstitucional y nombró a un funcionario militar con la suma de los poderes ejecutivo y legislativo, de la Nación y las provincias, que recibió el título de «presidente», y cinco funcionarios civiles que ocuparon la Corte Suprema.
Los objetivos declarados del Proceso de Reorganización Nacional fueron combatir la «corrupción», la «demagogia» y la «subversión», y ubicar a la Argentina en el «mundo occidental y cristiano». Sobre la ideología del programa económico existen discrepancias: una línea de historiadores señalan que se estableció un modelo económico-social siguiendo los lineamientos ideológicos del neoliberalismo, recién surgido. En cambio, otros autores y fuentes señalan que el programa liberal nunca fue realmente ejecutado, ya que se perdió en una búsqueda de gradualismo que le impidió alcanzar sus objetivos económicos.
Además, impuso mediante una política de violación sistemática de los derechos humanos, en línea con la doctrina de la seguridad nacional elaborada por varios gobiernos de Estados Unidos, articulada continentalmente mediante el Plan Cóndor, dirigida contra un sector de la población acusada de ser «peronista», «populista», «izquierdista», «zurda» o «subversiva». La dictadura produjo miles de desapariciones, asesinatos, torturas, violaciones, apropiación de menores, exilios forzosos, etc, que han sido judicialmente calificado como genocidio. Contó con el apoyo o la tolerancia de los principales medios de comunicación privados y grupos económicos, la Iglesia católica y la mayor parte de los países democráticos del mundo.
El 10 de diciembre de 1983, la dictadura, debilitada tras la derrota en la guerra de las Malvinas contra el Reino Unido, sucedida un año y medio antes, se vio obligada a entregar el poder sin condiciones a un Gobierno elegido libremente por la ciudadanía. Ese día, que luego sería oficialmente establecido como Día de la Restauración de la Democracia, asumió sus funciones el presidente Raúl Alfonsín, las dos cámaras del Congreso de la Nación, los gobernadores y legislaturas de las 22 provincias que existían en ese momento y las autoridades municipales democráticas. La Corte Suprema dictatorial había cesado dos días antes, mientras que la nueva Corte Suprema designada por el presidente Alfonsín con acuerdo del Senado, asumió el 23 de diciembre.

## Golpe de Estado

### Antecedentes
La participación de empresarios civiles y de algunos medios de comunicación en los grupos golpistas de la sociedad argentina también es muy anterior a 1976. Celedonio Pereda, de la Sociedad Rural Argentina, denunciaba al Gobierno constitucional como «sovietizante»; Juan Alemann proponía imponer una política de desaparición de personas desde las páginas del Argentinisches Tageblatt; y José Alfredo Martínez de Hoz colaboró con las fuerzas paramilitares cuando instalaron un centro clandestino de detención en la empresa siderúrgica Acindar, donde fueron torturados y asesinados varios militantes sindicales, durante el Operativo Serpiente Colorada del Paraná. Por su parte, la Santa Sede había designado poco antes como nuncio en Argentina a Pío Laghi, señalado como miembro de la logia anticomunista Propaganda Due, a la que también pertenecía el almirante Emilio Eduardo Massera, comandante general de la Armada Argentina y una de las cabezas de los golpistas. La organización parapolicial Triple A, creada en 1973, siguió operando y tejiendo lazos con los sectores que preparaban el golpe de Estado; muchos de sus miembros fueron designados por la dictadura en posiciones estratégicas en la represión.
En mayo de 1975, el general de brigada Jorge Rafael Videla pergeñó una maniobra que provocó el reemplazo del comandante general del Ejército Argentino, Leandro Anaya, por el teniente general Alberto Numa Laplane. Laplane duró en su cargo apenas cien días, lapso durante el cual —según la investigadora María Seoane— el dúo Videla-Viola «conformaría el Estado Mayor golpista». Tres meses después, Videla desplazaría a Numa Laplane mediante un putsch, con el visto bueno de la Embajada de Estados Unidos. Videla pertenecía al sector militar colorado —antiperonista— y al «profesionalismo prescindente», a diferencia de Laplane, que pertenecía al sector «profesionalista integrado». Los profesionalistas integrados —Carcagno, Anaya y Laplane— sostenían que las Fuerzas Armadas debían integrarse al orden institucional bajo las órdenes del poder político. En cambio, los profesionalistas prescindentes defendían que las Fuerzas Armadas debían mantenerse completamente ajenas a los vaivenes de la vida política y preservarse como «último baluarte de la Nación». Por su parte, el gobernador de la provincia de Buenos Aires, el sindicalista ortodoxo Victorio Calabró, de excelentes relaciones con el dúo Videla-Viola, decidió abrir un «bloque antiverticalista» para enfrentarse a Isabel Perón y operar para promover su caída.
En septiembre, la presidenta pidió licencia por razones de salud, y el senador Ítalo Luder asumió la presidencia provisional. Luder reforzó el poder de los militares y sancionó, a su pedido, los tres decretos que extendían a todo el país la orden de «aniquilar» el accionar guerrillero: creaba un Consejo Nacional de Defensa controlado por las Fuerzas Armadas, y ponía a las policías nacionales y provinciales a órdenes de aquellas. Una de las primeras decisiones del Ejército fue militarizar el país en cinco zonas, dentro de las cuales cada comandante de cuerpo tenía autonomía para ordenar las acciones represivas que considerara necesarias, entre ellas el establecimiento de centros clandestinos de detención y tortura. Luder anunció también que se adelantarían las elecciones previstas para marzo de 1977, las cuales se celebrarían en la segunda mitad de 1976. En una reunión de los altos mandos del Ejército dirigida por el entonces comandante general del Ejército, Jorge Rafael Videla, con participación de asesores militares franceses y estadounidenses, se aprobó en secreto la Estrategia Nacional Contrainsurgente, que ordenaba prescindir de los procedimientos y garantías del Estado de derecho y realizar las acciones represivas de manera clandestina y sin reconocimiento por parte de las autoridades estatales. Poco después, el 23 de octubre de 1975, en la XI Conferencia de Ejércitos Americanos realizada en Montevideo, Videla declaró públicamente: «Si es preciso, en la Argentina deberán morir todas las personas necesarias para lograr la paz del país». Poco antes de morir ya anciano y con serios problemas de salud, en los de veinte días de su muerte, Perón pensó en encontrar fórmulas para que el líder radical Ricardo Balbín, pudiera ser investido presidente.
En octubre, Isabel Perón volvió a hacerse cargo de la presidencia, entorpeciendo la bordaberrización (dictadura con presidente civil) a que estaba llevando la gestión de Luder. Isabel estaba decidida a no renunciar ni a permitir que la desalojaran mediante un juicio político, aferrándose estrictamente a la legalidad constitucional, en un contexto nacional e internacional en el que los respaldos que podía recibir el Gobierno eran cada vez más escasos. La excelente relación de Perón con el radicalismo balbinista se había esfumado, y los principales periódicos comenzaron a anunciar —e incluso exigir— que las Fuerzas Armadas tomaran nuevamente el poder.
A fines de 1975, el Gobierno anunció el adelanto de las elecciones presidenciales para octubre de 1976. Conscientes de que el golpe de Estado estaba en plena preparación, los legisladores peronistas se dividieron en dos sectores: los verticalistas sostenían que la única posibilidad de llegar a las elecciones de octubre era respetar la institucionalidad que representaba Isabel Perón; mientras que otro sector, considerado moderado, era partidario de la renuncia de la presidenta y su reemplazo por su sucesor legal, el nuevo presidente interino del Senado, Ítalo Luder. Un sector del radicalismo, liderado por Fernando de la Rúa, era partidario remover a la presidenta Isabel Martínez de Perón mediante un juicio político, que fue rechazado en bloque por la bancada justicialista mayoritaria. En diciembre de 1975, figuras del lopezreguismo se separaron de su bloque, y el Partido Justicialista perdió la mayoría, pues pasó de 142 diputados a tener 102, contra los 129 que sumaban la oposición y los antiverticalistas, quedando otros 12 en posiciones independientes. En el año 2010 Videla declaró que, cuarenta y cinco días antes del golpe del 24 de marzo, Ricardo Balbín lo invitó a una reunión privada en la casa de un amigo en común y le pidió que las Fuerzas Armadas perpetraran el golpe de Estado «cuanto antes» y que derrocara al Gobierno constitucional. El presidente de la Unión Cívica Radical Ernesto Sanz rechazó las declaraciones de Videla al afirmar que «no puede manchar la honorabilidad de Balbín, no tiene límites».  Con posterioridad al golpe, Balbín haría público el apoyo de la a la dictadura en estos términos:

Recibimos con satisfacción que las Fuerzas Armadas en el poder hayan ratificado su voluntad de arribar a un proceso democrático y republicano, que no hayan definido otros enemigos que los responsables de deshonestidades administrativas y de la quiebra moral y los que se han marginado voluntariamente del proceso, recurriendo a la subversión y al terrorismo, y que hayan reconocido la necesidad de los partidos políticos.
Ricardo Balbín, abril de 1976.

Asimismo, se ha señalado el apoyo del Departamento de Estado de los Estados Unidos a los militares. Dos días después de producido el golpe del 24 de marzo de 1976, el entonces secretario de Estado, Henry Kissinger, ordenó «alentar» la dictadura y ofrecerle apoyo financiero. Días antes, Kissinger, al ser informado de que se produciría un golpe de Estado, afirmó que quería impulsarlos. En tanto, el embajador estadounidense Robert Hill calificó al golpe como el «más civilizado de la historia del país».
El pedido de intervención militar era tan visible que desde la oposición admitían las reuniones con uniformados. «Debo confesar que en el día de hoy he golpeado las puertas […] de la Policía Federal, la de algunos hombres del ejército, y el silencio es toda la respuesta que he encontrado», admitía, entre ellos, el senador radical Eduardo Angeloz, a catorce días del 24 de marzo. Jornadas antes del golpe, un grupo de representantes de entidades judías se reunieron en la sede de la Delegación de Asociaciones Israelitas Argentinas (DAIA) junto a Videla y Massera, donde fueron prevenidos de los planes de ejecutar el golpe esa misma semana; tras ello, los líderes de la comunidad comprometieron su apoyo a cambio de un crédito especial para reformar la sede de Pasteur 633, que les sería otorgado dos días después del golpe. Durante el proceso, las instituciones de la comunidad se mantuvieron en silencio, mostrando la entidad un desprecio hacia los familiares de las víctimas que acudían a pedirles ayuda para encontrar a sus hijos. Pese a cierto carácter antisemita, la dictadura mantuvo fuertes lazos con la dirigencia de la comunidad —en especial con la DAIA, donde Videla era invitado habitual a los brindis de Rosh Hashaná—, así como con el Estado de Israel, convirtiéndose junto a Estados Unidos en uno de los principales aliados internacionales del régimen. A partir de 1977 se estrechan vínculos junto con la irrupción del Mosad dentro de la Secretaría de Inteligencia del Estado (SIDE).
En 1977, la DAIA encargó al reconocido escritor de la comunidad Marcos Aguinis un libro especial, con el objetivo de donar su primera edición al almirante Emilio Massera. Gracias a sus vínculos con el almirante Massera, parte de la dirigencia de la DAIA, bajo la coordinación de Aguinis, participaría activamente en el diario Convicción, matutino porteño que llegó a tirar veinte mil ejemplares diarios y hasta cuarenta mil en tiempos de la guerra de Malvinas. Actuando como respaldo político a los planes de Massera, tanto el diario como varios de sus editores —entre ellos Aguinis— quedarían cuestionados en democracia, por el desvío de fondos públicos que debían ser destinados a la alimentación de conscriptos en plena guerra. El periodista Jacobo Timerman, después de haber sido secuestrado y torturado, acusó a la DAIA y sus directivos de complicidad con la dictadura y haber actuado como los Judenräte durante el nazismo.[cita requerida]
La historiadora Liliana de Riz describió la situación como una crisis de autoridad del Estado que hacía prever el desplazamiento de la presidenta, quien trató de ganar tiempo adelantando la fecha de las elecciones. Otros historiadores señalan la instalación de dictaduras en toda la región, en el marco de la Guerra Fría, y el avance del grupo golpista en Argentina, apoyado por Estados Unidos, la logia anticomunista Propaganda Due —a la que pertenecían el almirante Massera y el general Guillermo Suárez Mason—, Raúl Alberto Lastiri, José López Rega así como importantes sectores del empresariado y la Iglesia católica. Para entonces, la Argentina era el único país del Cono Sur que mantenía un régimen democrático, en tanto que todos los países vecinos estaban gobernados por dictaduras militares (Banzer en Bolivia, Geisel en Brasil, Pinochet en Chile, Stroessner en Paraguay y Bordaberry en Uruguay), sostenidas por Estados Unidos en el contexto de la doctrina de la seguridad nacional.
En agosto de 1975, con el respaldo del sindicalismo peronista, asumió la cartera económica Antonio Cafiero; este puso en práctica una política heterodoxa y keynesiana, que logró disminuir la tasa de inflación (al 9% mensual en noviembre) hacia fines de 1975. Sin embargo, las cámaras empresariales se opusieron e implementaron medidas de cierre patronal (lockout) que, hacia fines de enero de 1976, comenzaron a desabastecer al país. En los diez meses que transcurrieron entre mayo de 1975 —cuando Rodrigo anunció su plan económico— y marzo de 1976 —proclamada la dictadura militar—, la inflación fue del 481% (casi un 50% mensual).
El 18 de diciembre, el brigadier Jesús Cappellini, militar leal a Videla, lideró un ensayo de golpe de Estado, con el fin de hacer caer al comandante general de la Fuerza Aérea, brigadier general Héctor Fautario, último de los mandos militares que no aceptaba formar parte del grupo golpista y «último sostén» militar del Gobierno constitucional. La caída de Fautario y su reemplazo por Agosti terminó de conformar la cúpula golpista.
En 2017 se divulgarían cables secretos que demostraban que Washington apoyó firmemente la dictadura militar, a la que consideraba la mejor opción ante «el clima de incertidumbre que amenaza a sus intereses en el país». El documento filtrado del Departamento de Estado de EE. UU. —días después de que se conociera que Perón había sido ingresado de urgencia por un edema pulmonar— señalaba que «debemos esforzarnos por mantener un estrecho vínculo con los líderes militares clave, en cuanto representan una de las pocas alternativas viables a los peronistas». Henry Kissinger, nombrado jefe del Servicio Exterior estadounidense, encargó la elaboración de un «documento de contingencia» para que circulase entre las distintas agencias de EE. UU., en el que enfatizaba que «cualquier intervención en casi cualquier aspecto de la política interior de Argentina requiere que Estados Unidos actúe con la mayor discreción y sensibilidad».
Desde mediados de 1975, una delegación de empresarios liderada por José Alfredo Martínez de Hoz, presidente del Consejo Empresario Argentino, se entrevistaba en secreto con el general y comandante en jefe del Ejército, Videla, para expresarle la preocupación de los grandes grupos económicos porque «se estaba impidiendo la libertad de trabajo, la producción y la productividad», y solicitarle a las Fuerzas Armadas que aseguraran «el imperio del orden sobre todas las cosas». Desde ese momento, las reuniones entre empresarios y militares se hicieron frecuentes, con la destacada mediación de Jaime Perriaux, director de empresas como La Vascongada y Citroën. La última de esas reuniones se realizó con el almirante Eduardo Massera, comandante en jefe de la Armada. Después del 24 de marzo de 1976, las organizaciones empresariales comprometidas con el golpe pasaron a formar parte del área económica del nuevo Gobierno cívico-militar. El Consejo Empresario Argentino, en la persona de su presidente, Martínez de Hoz, recibió el Ministerio de Economía. La Secretaría de Ganadería le correspondió a la Sociedad Rural Argentina, representada por Jorge Zorreguieta. El Banco Central le fue entregado a la Asociación de Bancos Privados de Capital Argentino (Adeba), representada por Adolfo Diz. Y, como secretario de Programación y Coordinación Económica, fue nombrado Guillermo Walter Klein, de la Cámara Argentina de Comercio.
En octubre de 1975, los militares y empresarios golpistas comenzaron a reunirse con la jerarquía de la Iglesia católica, que se comprometió a no oponerse. Asimismo, los militares consideraban que los partidos políticos como la Unión Cívica Radical, el Partido Federal y el Partido Justicialista no opondrían resistencia significativa al golpe de Estado.
En noviembre, el Partido Justicialista expulsó al gobernador antiverticalista Calabró y, en diciembre, la presidenta elaboró un decreto para intervenir la provincia de Buenos Aires. Los tres comandantes tomaron ambos gestos como una declaración de guerra.
El 29 de diciembre, el triunvirato golpista envió al vicario castrense, monseñor Adolfo Tortolo, para comunicarle a la presidenta la intimación a renunciar, dejándole claro que se trataba de una exigencia innegociable. Isabel se reunió entonces con los tres comandantes el 5 de enero de 1976, quienes, en una reunión extremadamente violenta, le exigieron la renuncia a título personal. Isabel se negó, ratificó la necesidad de preservar la institucionalidad constitucional hasta las elecciones presidenciales —que deberían realizarse en octubre— y buscó la protección de la Santa Sede, recurriendo al nuncio Pío Laghi. Pero el nuncio se entrevistó a su vez con el embajador de Estados Unidos, Robert Hill, uno de los principales apoyos del dúo Videla-Viola, y la eventual mediación de la Santa Sede quedó en nada. De este modo, en aquella reunión entre la presidenta y los tres comandantes, quedó definida la suerte del Gobierno constitucional. 
En enero de 1976, María Estela Martínez de Perón reorganizó su gabinete y se desprendió de sindicalistas y políticos moderados. Los sindicalistas, que en ese momento estaban divididos entre los leales a la presidenta —liderados por Lorenzo Miguel— y aquellos que querían su alejamiento, optaron por tomar una actitud pasiva, pues no querían oponérsele en un momento en que veían inevitable su derrocamiento. Los llegados al gabinete propusieron a los militares la disolución de ambas Cámaras del Congreso de la Nación y la «bordaberrización» del Poder Ejecutivo —similar a la ocurrida en Uruguay el 27 de junio de 1973—, pero las Fuerzas Armadas no lo aceptaron. En el Congreso, los legisladores verticalistas bloqueaban las propuestas de sus colegas «institucionalistas» y de la oposición tendientes a desplazar legalmente a la presidenta..
En febrero de 1976, el general Roberto Eduardo Viola elaboró el plan de operaciones del golpe. El plan contemplaba la necesidad de «encubrir» como «acciones antisubversivas» la detención clandestina de activistas y opositores, desde la noche misma del golpe.
El 9 de febrero el periodista político más conocido del país, Bernardo Neustadt, cerró su programa Tiempo Nuevo mirando fijamente a la cámara y exigiéndole la renuncia a la presidenta:

Señora, ¿por qué no se hace un favor a usted misma y nos lo hace a todos? ¡Libérese! ¡Deje la presidencia para que asuma alguien más capacitado!
Bernardo Neustadt

El 17 de febrero, el jefe de los servicios de inteligencia, el general Otto Carlos Paladino, volvió a presionar a Isabel para que renunciase, con el argumento de que, en caso contrario, iría a «correr mucha sangre». Isabel le transmitió entonces a su ministro de Defensa la razón de su postura:

Vea, doctor, yo no renuncio ni aunque me fusilen. Porque renunciar acá sería convalidar lo que va a venir después.
María Estela Martínez de Perón

Los golpistas tomaron el poder en un contexto de violencia creciente, caracterizado por acciones de terrorismo de Estado llevadas adelante por las Fuerzas Armadas y el grupo parapolicial Triple A, y la actuación de organizaciones guerrilleras como Montoneros (de tendencia peronista) y el ERP (de orientación marxista-guevarista).[cita requerida] El líder de Montoneros, Mario Firmenich, dijo sobre el golpe: «No hicimos nada por impedirlo porque, en suma, también el golpe formaba parte de la lucha interna en el movimiento Peronista». A comienzos de 1976, las reservas internacionales del Banco Central de la República Argentina habían descendido a 617,7 millones de dólares, en relación con los 1340,8 millones de un año antes.
El 21 de marzo de 1976, el diario derechista La Nueva Provincia, de Bahía Blanca, criticaba a los políticos que daban prioridad a mantener el régimen democrático y reclamaba abiertamente el golpe militar:

«A las elecciones con muletas», dejó escapar, en alguna ocasión, el líder radical [Ricardo Balbín]. No interesa cuál sea el precio, no importan las consecuencias ni el estado de la República. Lo importante es llegar… ¿Quizás porque subyugado con aquellas palabras de Almafuerte supone «curables» los males argentinos cinco minutos antes que muera la República? ¡Qué increíble ceguera! ¿No cabría pensar, mejor, con el egregio Lugones, que otra vez LA HORA DE ESPADA se cierne insoslayable, para bien del mundo?
Diario La Nueva Provincia, 21-02-1976.

En el ámbito internacional, el golpe fue previsto por la inteligencia estadounidense y anticipado por William P. Rogers al secretario de Estado, Henry Kissinger, en su reunión semanal el día 24 de marzo de 1976. Este expresó su apoyo expresando el interés de Estados Unidos en el golpe, y su deseo de «alentarlos y no hostigarlos», a pesar de las advertencias de Rogers acerca del probable «baño de sangre» y las matanzas «no solo a terroristas, sino a disidentes en sindicatos y partidos políticos».
La campaña de prensa a favor de la dictadura militar comenzó antes del 24 de marzo de 1976. Para los primeros días de marzo, la mayoría de los medios gráficos comenzaron a dedicar más espacio dentro de sus ediciones a las noticias y temas que tenían que ver con las Fuerzas Armadas, sus integrantes y sus actividades. Las revistas Somos, Gente y Para Ti, pertenecientes al grupo editorial Atlántida, fueron de las que más apoyaron y difundieron la campaña pro dictadura.
Robert Cox, director del Buenos Aires Herald, cuando se le preguntó en un reportaje si había estado a favor del golpe, respondió: «Por supuesto, el país no aguantaba más la situación en que estaba sumido». El periodista A. Graham-Yooll afirmó: «El establishment, el país, gran parte de la clase media, yo diría la clase trabajadora también, apoyó el golpe. Claro que había una enorme parte de la población que estaba comprometida políticamente que no lo hizo». Jorge Fontevecchia escribió que «en 1976 no se podía saber que la última dictadura sería infinitamente más cruel y macabra que las anteriores y, aunque duela reconocerlo, una parte muy numerosa de la sociedad apoyó el derrocamiento del gobierno democrático de Isabel Perón». En mayo de 1978, vísperas del Mundial de Fútbol, aparecieron denuncias sobre desaparecidos, en tanto el empresario Fontevecchia descalificó en su revista La Semana la primera denuncia sobre la Escuela de Mecánica de la Armada (ESMA), producida por un sobreviviente, Horacio Domingo Maggio, al que llamó «terrorista». Fontevecchia, uno de los principales empresarios de medios del país, publicó un editorial donde se decía en forma de «Carta abierta a un periodista europeo»: «Y, por favor, no nos venga a hablar de campos de concentración, de matanzas clandestinas o de terror nocturno. Todavía nos damos el gusto de salir de noche y volver a casa a la madrugada».

### Ejecución
A las tres horas y diez minutos del 24 de marzo de 1976, el general José Rogelio Villarreal inició el golpe de Estado diciéndole a la presidenta Isabel Martínez de Perón: «Señora, las Fuerzas Armadas han decidido tomar el control político del país y usted queda arrestada».
La proclama golpista decía:

Agotadas todas las instancias de mecanismo constitucionales, superada la posibilidad de rectificaciones dentro del marco de las instituciones y demostrada en forma irrefutable la imposibilidad de la recuperación del proceso por las vías naturales, llega a su término una situación que agravia a la Nación y compromete su futuro. Nuestro pueblo ha sufrido una nueva frustración. Frente a un tremendo vacío de poder, capaz de sumirnos en la disolución y la anarquía, a la falta de capacidad de convocatoria que ha demostrado el gobierno nacional, a las reiteradas y sucesivas contradicciones demostradas en las medidas de toda índole, a la falta de una estrategia global que, conducida por el poder político, enfrentara a la subversión, a la carencia de soluciones para el país, cuya resultante ha sido el incremento permanente de todos los exterminios, a la ausencia total de los ejemplos éticos y morales que deben dar quienes ejercen la conducción del Estado, a la manifiesta irresponsabilidad en el manejo de la economía que ocasionara el agotamiento del aparato productivo, a la especulación y corrupción generalizadas, todo lo cual se traduce en una irreparable pérdida del sentido de grandeza y de fe, las Fuerzas Armadas, en cumplimiento de una obligación irrenunciable, han asumido la conducción del Estado. Una obligación que surge de serenas meditaciones sobre las consecuencias irreparables que podía tener sobre el destino de la Nación, una actitud distinta a la adoptada.
Esta decisión persigue el propósito de terminar con el desgobierno, la corrupción y el flagelo subversivo, y sólo está dirigida contra quienes han delinquido y cometido abusos del poder. Es una decisión por la Patria, y no supone, por lo tanto, discriminaciones contra ninguna militancia cívica ni sector social alguno. Rechaza por consiguiente la acción disociadora de todos los extremismos y el efecto corruptor de cualquier demagogia. […]
[…] Por ello, a la par que se continuará sin tregua combatiendo a la delincuencia subversiva, abierta o encubierta, se desterrará toda demagogia. No se tolerará la corrupción o la venalidad bajo ninguna forma o circunstancia, ni tampoco cualquier transgresión a la ley en oposición al proceso de reparación que se inicia.
Las Fuerzas Armadas han asumido el control de la República. Quiera el país todo comprender el sentido profundo e inequívoco de esta actitud para que la responsabilidad y el esfuerzo colectivo acompañen esta empresa que, persiguiendo el bien común, alcanzará con la ayuda de Dios, la plena recuperación nacional.
- Jorge Rafael Videla, teniente general, comandante general del Ejército;
- Emilio Eduardo Massera, almirante, comandante general de la Armada;
- Orlando Ramón Agosti, brigadier general, comandante general de la Fuerza Aérea.

El «flagelo subversivo», la «demagogia», la «corrupción», el «caos», el «vacío de poder», la «carencia de soluciones» institucionales, la «irresponsabilidad en el manejo de la economía», fueron algunos de los argumentos utilizados por los golpistas para derrocar al gobierno constitucional. García cita la decisión de Montoneros de convertirse en un auténtico ejército regular clandestino en 1975 y su búsqueda de la confrontación directa con las Fuerzas Armadas a mediados de 1975 —con algunos éxitos iniciales — convenció a los militares de que necesitaban controlar el Estado y exterminar físicamente a los guerrilleros para vencerles. De acuerdo con Marcelo de los Reyes, los militares se dedicaron a los aspectos políticos del gobierno y a eliminar la subversión, mientras que la economía quedó en manos de José Alfredo Martínez de Hoz (1976-1981), a la sazón ministro de Economía, vinculado a los sectores agropecuarios. Martínez de Hoz implementó una fuerte política liberal y, desde 1979, una política cambista que fijaba el valor del dólar a futuro, conocida con el nombre de «tablita». El escritor e integrante de la organización Montoneros Rodolfo Walsh opinó:

Dictada por el Fondo Monetario Internacional según una receta que se aplica indistintamente al Zaire o a Chile, a Uruguay o Indonesia, la política económica de esa Junta sólo reconoce como beneficiarios a la vieja oligarquía ganadera, la nueva oligarquía especuladora y un grupo selecto de monopolios internacionales encabezados por la ITT, la Esso, las automotrices, la U.S. Steel, la Siemens, al que están ligados personalmente el ministro Martínez de Hoz y todos los miembros de su gabinete.
 (Rodolfo Walsh - Carta Abierta a la Junta Militar- Marzo de 1977)

Una detallada explicación posible de las consecuencias económicas del golpe de Estado se encuentran en la nota «Una pesada herencia», de Ernesto Hadida, editor de Invertia Argentina.
Simultáneamente con el golpe, esa misma noche se realizaron centenares de secuestros y arrestos, principalmente de activistas y dirigentes sindicales en áreas industriales estratégicas, como el Gran Buenos Aires, Córdoba y la zona que se extiende desde el Gran Rosario hasta San Nicolás.
El primer día la Junta Militar dictó 31 comunicados. El comunicado N.º 1 dice:

Se comunica a la población que, a partir de la fecha, el país se encuentra bajo el control operacional de la Junta de Comandantes Generales de las FF. AA. Se recomienda a todos los habitantes el estricto acatamiento a las disposiciones y directivas que emanen de autoridad militar, de seguridad o policial, así como extremar el cuidado en evitar acciones y actitudes individuales o de grupo que puedan exigir la intervención drástica del personal en operaciones.

El comunicado N.º 19 estableció:

Se comunica a la población que la Junta de Comandantes Generales ha resuelto que sea reprimido con la pena de reclusión por tiempo indeterminado el que por cualquier medio difundiere, divulgare o propagare comunicados o imágenes provenientes o atribuidas a asociaciones ilícitas o personas o grupos notoriamente dedicados a actividades subversivas o al terrorismo. Será reprimido con reclusión de hasta diez años, el que por cualquier medio difundiere, divulgare o propagare noticias, comunicados o imágenes, con el propósito de perturbar, perjudicar o desprestigiar las actividades de las Fuerzas Armadas, de Seguridad o Policiales.

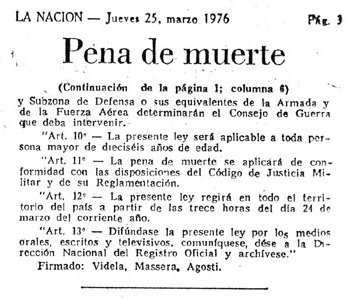
Al día siguiente del golpe, el diario La Nación comunica que se ha impuesto la pena de muerte en Argentina.

Ese mismo primer día se impuso la pena de muerte y los consejos de guerra (Ley 21.264):

Art.1 El que públicamente por cualquier medio, incitare a la violencia colectiva y / o alterare el orden público, será reprimido por sola incitación, con reclusión hasta diez años. Art. 2. El que alterare en cualquier forma contra los medios de transporte, de comunicación, usinas, instalaciones de gas o agua corriente u otros servicios públicos, será reprimido con reclusión por tiempo determinado o muerte… Art.5 …el personal militar de las fuerzas de seguridad y de las fuerzas policiales hará uso de las armas en caso de que la persona incurra en alguno de los delitos previstos de dos a cuatro precedentes… Art. 7 Créanse en todo el territorio del país los Consejos de Guerra Especiales Estables…que juntamente con los Consejos de Guerra Permanente para el Personal Subalterno de las Tres Fuerzas Armadas, conocerán en el juzgamiento de los delitos que prevé la presente ley. Art 10. La presente ley será aplicable a toda persona mayor de dieciséis años.

## Conducción

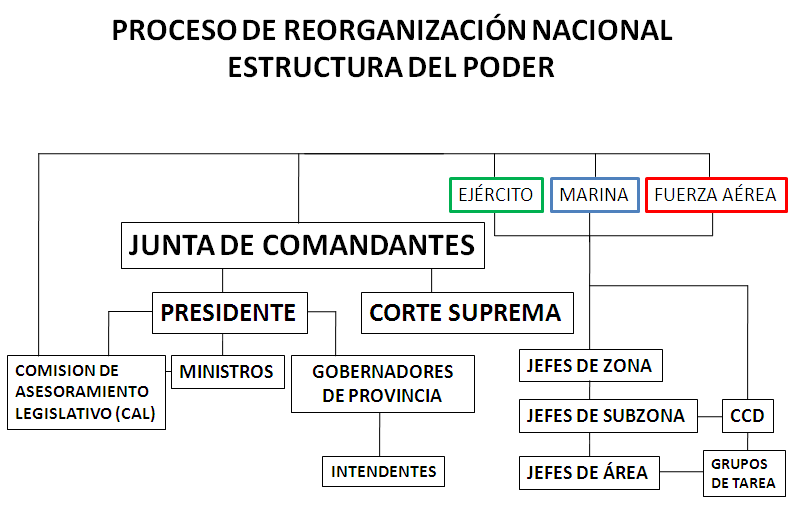
Esquema de la estructura del gobierno de facto.

Los golpistas organizaron la dictadura con una Junta Militar de Gobierno que tenía el poder y componían los comandantes de las Fuerzas Armadas. Los militares declararon caducos los mandatos del presidente, de los gobernadores y vicegobernadores de las provincias, de los interventores federales y del intendente de Buenos Aires; disolvieron el Congreso Nacional y las legislaturas provinciales; y destituyeron a los miembros de la Corte Suprema de Justicia.

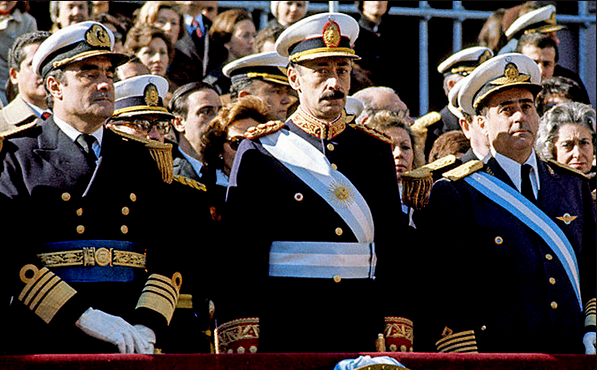
Jorge Videla, Emilio Massera y Orlando Agosti.

El carácter tripartito del poder estableció una situación de independencia virtual de cada fuerza que, en más de una ocasión, llevó a que actuaran sin comunicación alguna entre ellas y hasta a enfrentarse entre sí.
La primera Junta Militar se compuso por los comandantes golpistas Jorge Rafael Videla (Ejército), Emilio Eduardo Massera (Armada) y Orlando Ramón Agosti (Fuerza Aérea). En el curso de la dictadura, los integrantes de la Junta Militar fueron siendo reemplazados. En el cargo correspondiente al Ejército, Videla fue reemplazado por Roberto Viola, Leopoldo Fortunato Galtieri y Cristino Nicolaides. En el cargo de la Marina, Massera fue reempalzado por Armando Lambruschini, Jorge Isaac Anaya y Rubén Oscar Franco. En el cargo correspondiente a la Aeronáutica, Agosti fue sucedido por Omar Domingo Rubens Graffigna, Basilio Lami Dozo y Augusto Hughes. Entre el 22 de junio y el 10 de septiembre de 1982 no hubo Junta Militar debido al enfrentamiento entre las fuerzas.
Las Juntas designaron con un título denominado «presidente», cargo que concentraba los poderes ejecutivos y legislativos nacional y provinciales, a Jorge Rafael Videla, Roberto Eduardo Viola, Leopoldo Fortunato Galtieri y Reynaldo Benito Antonio Bignone, todos ellos pertenecientes al Ejército. Aunque el Estatuto había decretado que el «presidente» no debía pertenecer a las Juntas.
La estructura de gobierno nacional se completó con la Comisión de Asesoramiento Legislativo (CAL), integrada por tres militares designados por cada fuerza, con «facultades de asesoramiento legislativo en representación de las Fuerzas Armadas».
Los autores e ideólogos del golpe decidieron autodenominarse como «Proceso de Reorganización Nacional», aludiendo de ese modo a dos conceptos fundamentales de la dictadura:
- a) que se trataba de un «proceso» y que, como tal, «no tenía plazos sino objetivos»;[71]
- b) que había que «reorganizar» radicalmente al país, implementando reformas que modificaran profundamente la economía, las relaciones laborales, el sistema político y la cultura nacional.

«En ejercicio del poder constituyente» la Junta de Comandantes impuso una serie de «principios liminares», «objetivos básicos», actas y estatutos «para la Reorganización Nacional», al que deberían someterse todas las otras leyes incluida la Constitución vigente, en lo que pudiera resultar aplicable aún. Cuatro fueron las principales normas supraconstitucionales establecidas:
- Reglamento para el funcionamiento de la Junta Militar, Poder Ejecutivo y Comisión de Asesoramiento Legislativo (aprobado por la denominada «ley» 21256, realizada el 24 de marzo de 1976 y publicada el 26 de marzo de 1976);
- Acta para la Reorganización Nacional (realizada el 24 de marzo de 1976 y publicada el 29 de marzo de 1976);
- Estatuto para la Reorganización Nacional (publicado el 29 de marzo de 1976);
- Acta fijando el Propósito y los Objetivos Básicos del Proceso de Reorganización Nacional (publicada el 31 de marzo de 1976).

### Gabinete nacional
Los presidentes tuvieron sus respectivos ministros:
| Cartera                              | Titulares                                                            | Período |
| ------------------------------------ | -------------------------------------------------------------------- | --- |
| Interior                             | Albano Harguindeguy Horacio Liendo Alfredo Saint-Jean                | 29 de marzo de 1976-29 de marzo de 1981 29 de marzo de 1981-12 de diciembre de 1981 22 de diciembre de 1981-1 de julio de 1982 |
| Relaciones Exteriores y Culto        | César Augusto Guzzetti Oscar Antonio Montes Carlos Washington Pastor | 29 de marzo de 1976-23 de mayo de 1977 23 de mayo de 1977-27 de octubre de 1978 6 de noviembre de 1978-29 de marzo de 1981     |
| Economía                             | José Alfredo Martínez de Hoz                                         | 29 de marzo de 1976-29 de marzo de 1981                                                                                        |
| Educación                            | Ricardo P. Bruera Juan José Catalán Juan Rafael Llerena Amadeo       | 29 de marzo de 1976-mayo de 1977 junio de 1977-agosto de 1978 3 de noviembre de 1978-29 de marzo de 1981                       |
| Bienestar Social                     | Julio Juan Bardi Jorge A. Fraga                                      | 29 de marzo de 1976-30 de octubre de 1978 3 de noviembre de 1978-29 de marzo de 1981                                           |
| Defensa Nacional                     | José María Klix David de la Riva                                     | 29 de marzo de 1976-30 de octubre de 1978 3 de noviembre de 1978-29 de marzo de 1981                                           |
| Justicia                             | Julio Arnaldo Gómez Alberto Rodríguez Varela                         | 29 de marzo de 1976-30 de octubre de 1978 3 de noviembre de 1978-29 de marzo de 1981                                           |
| Trabajo                              | Horacio Tomás Liendo Llamil Reston                                   | 29 de marzo de 1976-18 de enero de 1979 18 de enero de 1979-29 de marzo de 1981                                                |
| Planeamiento                         | Ramón Genaro Díaz Bessone Carlos E. Laidlaw                          | octubre de 1976-diciembre de 1977 diciembre de 1977-30 de octubre de 1978                                                      |
| Secretaría General de la Presidencia | José Rogelio Villarreal Santiago Martella Héctor Iglesias            | |

Las empresas y grupos civiles que participaron en la organización del golpe se instalaron principalmente en el Ministerio de Economía, que se le entregó al Consejo Empresario Argentino asumiendo su presidente, el empresario José Alfredo Martínez de Hoz, como ministro. La Secretaría de Ganadería le correspondió a la Sociedad Rural Argentina, representada por Jorge Zorreguieta. Por su parte, el Banco Central le fue entregado a la Asociación de Bancos Privados de Capital Argentino (ADEBA), siendo designado el economista Adolfo Diz, exdirector Ejecutivo del Fondo Monetario Internacional y adscripto a la Escuela de Chicago. Como Secretario de Estado de Programación y Coordinación Económica, fue nombrado Guillermo Walter Klein de la Cámara Argentina de Comercio. El Ministerio de Educación también estuvo a cargo, desde un inicio, de un grupo de civiles provenientes del Conicet (Fundación FECIC), siendo nombrado Ricardo Bruera. Más adelante otros ministerios también quedaron a cargo de los grupos civiles, como el de Justicia, el de Relaciones Exteriores, el de Defensa y el de Salud. Por otra parte, a partir de la presidencia de Viola, el Ministerio de Economía se desdobló en varios ministerios que estuvieron a cargo de las organizaciones empresariales.

### Autoridades provinciales
El esquema del poder dictatorial se completó con la designación de gobernadores en cada provincia e intendentes en las ciudades. La designación de gobernadores en las provincias recayó casi siempre en un militar. En el caso de los intendentes de ciudades, en un gran número de casos se trató de políticos civiles, entre ellas la ciudad de Rosario, la segunda del país en aquel momento. Los partidos políticos, explícita o implícitamente, aportaron un total de 794 intendentes de la dictadura, divididos según la siguiente pertenencia:
- Unión Cívica Radical: 310
- Partido Justicialista: 169
- Partido Demócrata Progresista: 109
- Movimiento de Integración y Desarrollo: 94
- Fuerza Federalista Popular: 78
- Movimiento Popular Neuquino: 23
- Partido Demócrata Cristiano: 16
- Partido Intransigente: 4
- Partido Socialista Democrático: 1

### Autoridades militares

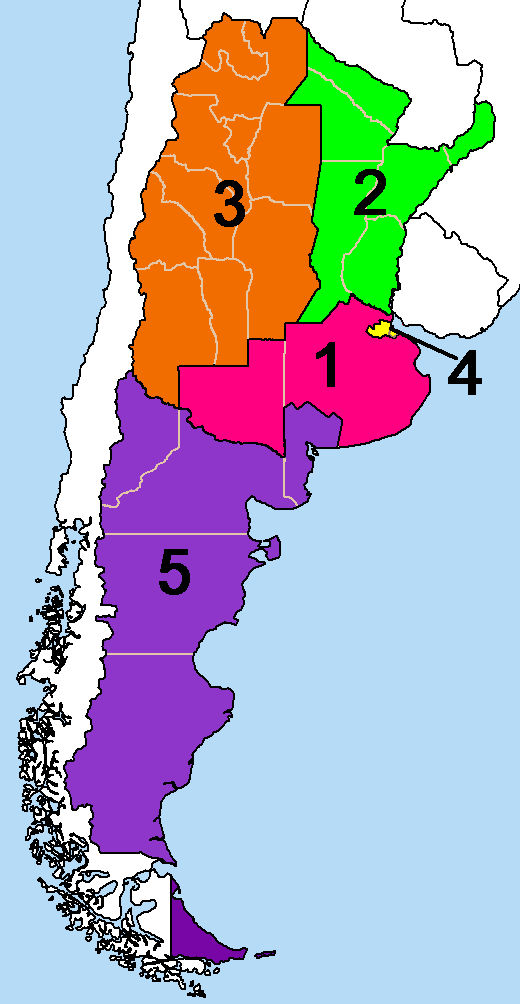
La Zona 1 pertenecía al I Cuerpo de Ejército; la Zona 2 al II Cuerpo de Ejército; la Zona 3 al III Cuerpo de Ejército; la Zona 4 al Comando de Institutos Militares; y la Zona 5 al V Cuerpo de Ejército. El IV Cuerpo de Ejército se creó en 1982 en Santa Rosa y no tuvo nunca una zona a su cargo.

En superposición con el esquema formal de autoridades, la dictadura mantuvo el sistema de zonificación militar del país, dispuesto el 28 de octubre de 1975, mediante la Directiva del Comandante General del Ejército 404/75 (Lucha contra la subversión). Según el régimen de zonificación militar, el país quedaba dividido en cinco «zonas» militares, correspondientes a los Cuerpos de Ejército I, II, III y V y el Comando de Institutos Militares. Al comandante de cada cuerpo le correspondía hacerse cargo de la zona. Cada zona estaba dividida a su vez en «subzonas» y «áreas», y cada uno de los jefes de «zona», «subzona» y «área» tenía mando directo para la represión en su jurisdicción. Por ejemplo, la ciudad de Buenos Aires era una «subzona», ubicada dentro de la «Zona 1»; a su vez la «subzona» Buenos Aires, estaba dividida en seis «áreas». Los jefes de zona y subzona actuaban con total autonomía. Su capacidad para tomar decisiones que implicaran violaciones de derechos humanos era absoluta. El teniente general Martín Balza los definió como «señores de la guerra… verdaderos señores feudales…».
Fuera de la estructura de mandos ya descripta, la dictadura creó Grupos de Tareas y centros clandestinos de detención (CCD) que, en algunos casos, dependían directamente de la Armada o de la Fuerza Aérea Argentina. Tal fue el caso de la ESMA, el más grande que funcionó en el país.

## Terrorismo de Estado

Mapa de los Estados que fueron parte del Plan Cóndor. En color verde los países más activos; en verde claro aquellos que participaron esporádicamente; y en azul el líder del plan.

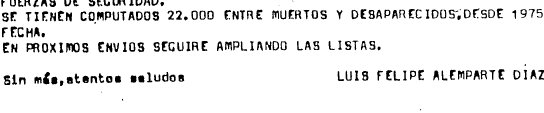
Informe secreto de Enrique Arancibia Clavel (DINA) que en julio de 1978 cuantificaba 22 000 muertos y desaparecidos.

El Proceso de Reorganización Nacional ejecutó un plan de exterminio de miles de ciudadanos opositores para establecer una política económica neoliberal. La mayoría de las víctimas fueron estudiantes, trabajadores, sindicalistas, docentes y militantes políticos. El plan de persecución y exterminio fue internacionalmente coordinado por el Plan Cóndor, con participación de Estados Unidos.

Nunca antes en la historia argentina, el Estado, como maquinaria, integralmente había sido puesto al servicio de la violación sistemática de toda regla, incluso de las propias, de las dictadas por quienes lo ocupaban, en aplicación de un plan que la Justicia definió como criminal; consistente en secuestrar personas, tenerlas alojadas en forma clandestina, torturarlas y luego —según los casos—, dejarlas en libertad, pasarlas a la Justicia, o asesinarlas. Esto no había ocurrido nunca antes en la Argentina.
Horacio Verbitsky

Quince mil desaparecidos, diez mil presos, cuatro mil muertos, decenas de miles de desterrados son la cifra desnuda de ese terror. Colmadas las cárceles ordinarias, crearon ustedes en las principales guarniciones del país virtuales campos de concentración donde no entra ningún juez, abogado, periodista, observador internacional. El secreto militar de los procedimientos, invocado como necesidad de la investigación, convierte a la mayoría de las detenciones en secuestros que permiten la tortura sin límite y el fusilamiento sin juicio.
Rodolfo Walsh - Carta Abierta a la Junta Militar- Marzo de 1977

El número exacto de personas desaparecidas, asesinadas, violadas, torturadas y objeto de crímenes de lesa humanidad es materia de discusión: los organismos de derechos humanos, tradicionalmente, han estimado la cantidad de «desaparecidos», en general, en unos 30 000; y, hasta 2007, la Subsecretaría de Derechos Humanos tenía registradas aproximadamente quince mil víctimas del delito de desaparición de personas. La CONADEP en 1985 documentó 8961 casos. Listas en poder de la embajada de Estados Unidos en la Argentina, dan cuenta de 22 000 asesinatos hasta 1978.
No todas las personas desaparecidas en un determinado momento, fueron asesinadas, existiendo gran cantidad de sobrevivientes, como Carmen Argibay, integrante de la Corte Suprema de la República desde 2005 hasta su deceso en 2014, el expresidente Carlos Menem, dirigentes políticos como Victoria Donda y Juan Cabandié, que nacieron en un centros clandestinos de detención, dirigentes sindicales como Alfredo Bravo y Julio Piumato, periodistas como Miriam Lewin, religiosos como Adolfo Pérez Esquivel, Francisco Jalics y Mariano Puga, etc. Aún actualmente siguen apareciendo personas que fueron secuestradas de niñas y apropiadas bajo una identidad falsa.
Dentro de las listas de víctimas figuran también cientos de ciudadanos extranjeros de nacionalidad alemana, española, italiana, griega, sueca, francesa, entre otras. Adicionalmente más de 500 000 personas que tuvieron que exiliarse.
Entre los desaparecidos, se encuentra un número de niños que se estiman entre doscientos cincuenta y quinientos, los cuales fueron adoptados ilegalmente luego de que nacieran en los centros clandestinos de detención. Existe una organización denominada Abuelas de Plaza de Mayo que se ha dedicado a localizarlos, y que ya ha encontrado a más de cien nietos secuestrados por la dictadura.
Durante el tiempo de la dictadura militar de 1976 a 1983 funcionaron centros clandestinos de detención, encontrándose a la Escuela de Mecánica de la Armada (ESMA) y el Garage Olimpo entre los más conocidos en la ciudad Buenos Aires. En la Provincia de Buenos Aires, El Campito (también conocido como Los Tordos), El Vesubio, La Perla, el Pozo de Banfield, en la provincia de Córdoba, Regimiento 9, La Polaca, Campo Hípico y Santa Catalina en Corrientes.
Estas acciones de represión ilegal constituyeron el terrorismo de Estado y agravaron la situación de ilegitimidad e ilegalidad en que habían incurrido las Fuerzas Armadas al interrumpir el orden constitucional.
Los crímenes de lesa humanidad cometidos durante el «Proceso» fueron investigados en 1984 por la Comisión Nacional sobre la Desaparición de Personas (CONADEP) que produjo el famoso informe Nunca Más.

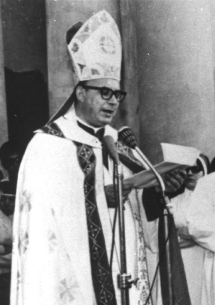
Obispo Enrique Angelelli asesinado en agosto de 1976 a causa de sus luchas sociales y su defensa por los pobres.

Por estos crímenes, las tres juntas de comandantes que gobernaron el país entre 1976 y 1982 (se excluye la última) fueron juzgadas y condenadas en 1984. Otros responsables han sido enjuiciados y condenados tanto en Argentina como en otros países. Los procesos han continuado varias décadas después de los hechos.

### Encarnizamiento contra las minorías
Dentro del marco ideológico de la dictadura, heredera en muchos aspectos del nazismo, el concepto de nacionalidad excluía cualquier forma de heterogeneidad posible. Esta búsqueda de homogeneidad de la sociedad dejaba al costado las minorías tomando en cuenta, por ejemplo, sus raíces (judíos, descendientes de los pueblos originarios, etc.), su orientación sexual y su identidad de género (homosexuales, lesbianas, transexuales, etc.) o sus creencias religiosas (ateos, testigos de Jehová, etc.).
Estas minorías fueron tratadas con especial ferocidad por los represores, creándose incluso comandos especiales con dedicación exclusiva (como es el caso del Comando Cóndor, dedicado a perseguir personas homosexuales). En el caso de las víctimas judías, el antisemitismo sistemático llevado a cabo en los distintos centros clandestinos de detención fue un hecho constatado ya desde el informe Nunca Más y por posteriores investigaciones y trabajos. Los testigos de Jehová fueron discriminados durante el servicio militar de sus fieles, no permitiendo la práctica común llevada a cabo con otros credos religiosos de permitir a sus autoridades el exceptuarse, y obligando a todos a hacer cuatro años de servicio (tres más que el resto de los ciudadanos) siendo, además, sometidos a torturas y asesinatos. Los habitantes de las villas miserias vieron como éstas eran arrasadas por los distintos planes de erradicación, sobre todo en el marco de la organización de la Copa Mundial de Fútbol de 1978.

### Secuestro de niños
El Proceso llevó a cabo distintas actuaciones relacionadas con los hijos de los secuestrados, entre los cuales hubo incluso mujeres embarazadas, las cuales dieron a luz, en muchos casos, en cautividad.
Cuando en los domicilios de los «objetivos» de los grupos de tareas había niños, éstos podían ser secuestrados o dejados en la casa de algún vecino. La práctica habitual de los grupos de tareas, como el temible Grupo de tareas 3.3.2, fue el hacer la repartija de los niños secuestrados, dándolos en adopción a familias de militares o de civiles relacionados con las Fuerzas Armadas. De todos modos, en el informe Nunca Más también hay testimonios de secuestrados que afirman haber escuchado los gritos de sus propios hijos mientras eran torturados, lo cual era una estrategia de tortura psicológica hacia los padres, con el objetivo de desmoronarlos moralmente.
Fue una práctica habitual, cuando los objetivos recibían la primera sesión de tortura en su domicilio al momento de ser secuestrados, el realizarlas independientemente de que pudiera haber niños presentes, los cuales eran testigos de todo el proceso.
En el caso de las mujeres embarazadas, el régimen de exclusión se volvía algo menos severo, pero la mujer no recibía prácticamente ninguna atención médica, incluso en el momento del parto, el cual podía realizarse en el suelo de su celda, el piso de una cocina, etc. Las mujeres daban a luz normalmente en soledad, o auxiliadas por otro secuestrado, y hay testimonios que certifican que, inmediatamente después del parto, las mismas madres debían limpiar los restos de sangre, placenta, etc., que habían quedado desperdigados. El médico obstetra que las atendía era el Capitán de Navío Jorge Luis Magnacco.

### Detenidos-desaparecidos
Un informe a los Estados Unidos enviado por la inteligencia chilena estimaba el número de desaparecidos en 22 000 personas en 1978. Hasta 2003 la Secretaría de Derechos Humanos de la Nación Argentina tenía registrados 13 000 casos. La CONADEP —Comisión Nacional sobre la Desaparición de Personas—, creada al final de la dictadura por el gobierno constitucional de Raúl Alfonsín, reunió las denuncias judiciales presentadas por víctimas y familiares de 8961 personas desaparecidas hasta el momento de publicación del informe. En un documento de la embajada de Estados Unidos en la Argentina, firmado por el encargado de derechos humanos de la misma, Allen Harris, se relata que un alto oficial del gobierno le había informado al nuncio Pío Laghi en 1978 que se «habían visto forzados a "hacerse cargo" de 15 000 personas en su campaña antisubversiva».
También en 1978, el agente secreto chileno Enrique Arancibia Clavel, envió un informe con un listado parcial de personas muertas y desaparecidas entre 1975 y julio de 1978 en Argentina, en el que afirma que hasta esa fecha se habían listado 22 000 desaparecidos. El documento publica parcialmente y revela la existencia de registros individualizados de las personas desaparecidas, que nunca fueron reconocidos por los responsables o hallados.

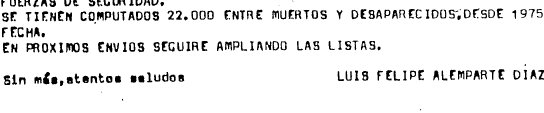
Informe secreto de Arancibia Clavel que cuantifica en 22 000 los muertos y desaparecidos a julio de 1978.

Las Madres de Plaza de Mayo, las Abuelas de Plaza de Mayo, el Servicio Paz y Justicia y Familiares de Desaparecidos y Detenidos por Razones Políticas, basadas en dichos del propio exdictador Jorge Rafael Videla —quien afirmó en una entrevista que las desapariciones habían llegado «hasta 30 000»—, calculan en esa cifra el número aproximado de víctimas a finales de la dictadura.

La sociedad argentina, cambiante, traicionera, no se hubiere bancado los fusilamientos: ayer dos en Buenos Aires, hoy seis en Córdoba, mañana cuatro en Rosario, y así hasta cinco mil, diez mil, treinta mil.
Jorge Rafael Videla

Otros sectores niegan que hayan existido 30 000 desaparecidos y se oponen a la utilización de dicho número, argumentando que los casos que se conocen de asesinatos y personas que no volvieron a aparecer es mucho menor. Los organismos de derechos humanos y diversas organizaciones sociales, políticas y sindicales consideran que las personas que se niegan a validar el número 30 000 incurren en una conducta equivalente al negacionismo del número de 6 millones de judíos víctimas del Holocausto y tienen como objetivo disminuir e incluso banalizar el genocidio sucedido en Argentina.
La comunidad LGBT reivindica el uso del número simbólico de «30 400» personas desaparecidas, debido a la omisión en el informe Nunca más de la Conadep de los más de 400 casos de personas LGBT desaparecidas, recopilados por la Comisión. La Conadep ha sido criticada por esa revictimización de las personas desaparecidas con identidades LGBT y la invisibilización de su memoria.
Entre los artistas desaparecidos se encuentran:
Héctor Germán OesterheldNació en Buenos Aires en 1922. A fines de la década del 40 comienza escribiendo cuentos infantiles, publicados por la Editorial Abril. Luego colabora en la mítica revista Más Allá, y en 1950 publica su primera historieta, «Alan y crazy». Hacia 1955 publica «Sargento Kirk» y «Bull Rocket». En 1957, con dibujos de Solano López, publica la primera parte de «El Eternauta», que se convertiría en la más famosa historieta argentina. Héctor G. Oesterheld, como otros miles de argentinos, fue secuestrado y desaparecido en 1977 por la dictadura militar.
Rodolfo WalshNació en la localidad de Lamarque, vecina de Choele Choel, en la provincia de Río Negro, Argentina, el 9 de enero de 1927, y desde el 25 de marzo de 1977 se encuentra desaparecido. Fue un periodista, escritor, dramaturgo y traductor argentino que militó en la Alianza Libertadora Nacionalista y, luego, en las organizaciones guerrilleras FAP y Montoneros. Como escritor trascendió por sus cuentos policiales ambientados en Argentina y por sus libros de investigación periodística sobre el fusilamiento ilegal de civiles en José León Suárez de junio de 1956 (Operación Masacre) y sobre los asesinatos de Rosendo García (¿Quién mató a Rosendo?) y Marcos Satanowsky (Caso Satanowsky).
Francisco Tenório Júnior, más conocido como "Tenório Jr."Nació en Río de Janeiro en 1941 y fue desaparecido en Buenos Aires el 18 de marzo de 1976. Tenório Jr. fue un destacado pianista brasileño de samba-jazz, de considerable relieve artístico en la década de 1970. De acuerdo con testimonios y documentos obtenidos por investigadores brasileños, Tenório Jr. habría sido secuestrado por un grupo de tareas perteneciente a la Armada Argentina en la madrugada del 18 de marzo —pocos días antes del Golpe de Estado del 24 de marzo de 1976— y llevado a la Escuela de Mecánica de la Armada (ESMA), donde habría sido torturado y asesinado de un tiro por Alfredo Astiz el 27 de marzo. Los datos indicarían que Tenório Jr. fue secuestrado en el marco del Plan Cóndor (el cual consistió en un plan organizado por las dictaduras sudamericanas de represión, tortura y asesinatos sistemáticos a nivel regional), ya sea por indicación o con conocimiento del gobierno militar brasileño, el cual sabía que los militares argentinos se habían equivocado de persona al momento del secuestro. En Argentina, el grupo de fiscales que investiga el terrorismo de Estado en Argentina en las décadas de 1970 y 1980, ha incluido su secuestro, torturas y asesinato, en la segunda etapa de la causa de Plan Cóndor, la cual fue elevada a juicio y obtuvo sentencias en 2016.

## Política económica

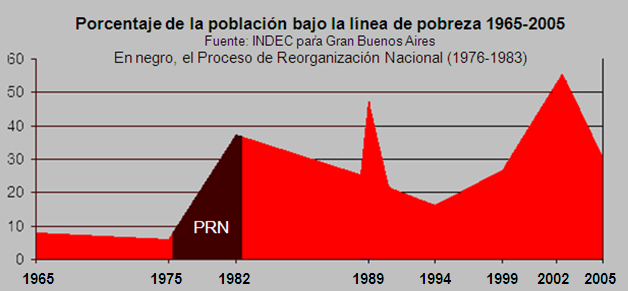
Evolución de la pobreza durante el Proceso de Reorganización Nacional.

La política económica de la dictadura incluyó recetas del fondo Monetario Internacional, benefició a un grupo selecto de monopolios y comenzó un proceso de endeudamiento récord.

### Gobierno de Videla
Los militares dejaron el manejo de la economía en manos de José Alfredo Martínez de Hoz, quien se desempeñó como ministro de Economía hasta el 29 de marzo de 1981. Martínez de Hoz provenía del ámbito privado donde había dirigido la Compañía Ítalo Argentina de Electricidad; presidió la petrolera Petrosur y la financiera Rosafin, y, habiendo trabado relación con los Rockefeller, fue titular de la acería Acindar durante los años inmediatamente precedentes al golpe de Estado. Desde antes de asumir Martínez de Hoz tenía estrechos lazos con la cúpula militar, que emplearía Acindar como campo de pruebas para las prácticas represivas ejercidas luego durante el Proceso. Según declaraciones del propio Martínez de Hoz en 1975 habría visitado a Videla ―a la sazón jefe del Estado Mayor―, junto con otros miembros del Consejo Argentino Empresario, para solicitarle que contribuyera a preservar el orden en las circunstancias que impedían «la libertad de trabajo, la producción y la productividad». En el curso de sucesivas entrevistas con los líderes del Ejército se diseñó un sistema de espionaje y vigilancia, coordinado con las fuerzas de seguridad y la inteligencia militar, orientado a identificar a los principales activistas sindicales. Rodolfo Peregrino Fernández, entonces inspector de la Policía Federal Argentina, declararía ante la Comisión Argentina de Derechos Humanos que Acindar «pagaba a todo el personal policial ―jefes, suboficiales y tropa― un plus extra en dinero (...) [para convertirla en] una especie de fortaleza militar con cercos de alambre de púas». El reemplazo de Martínez de Hoz al frente de Acindar sería el general Alcides López Aufranc, que continuaría con la labor represiva.
Martínez de Hoz siguió, en ese momento, nuevos lineamientos económicos de la Escuela de Chicago neoliberalismo), que habían sido implementados por primera vez por la dictadura de Augusto Pinochet en Chile, instalada en 1973. Con posterioridad esa orientación económica se volvería hegemónica en el mundo occidental, a partir de las reformas económicas del presidente Ronald Reagan en Estados Unidos (las reaganomics) y la primera ministro Margaret Thatcher, en Reino Unido. Lo acompañaron en el equipo económico, empresarios y abogados estrechamente relacionados con los grupos más conservadores, como Guillermo Walter Klein, Adolfo Diz (presidente del Banco Central), Juan Alemann, Cristian Zimmermann, Enrique Folcini, Jorge Zorreguieta y Francisco Soldati.
Durante esta etapa serían fundamentales las ideas de Milton Friedman, máximo exponente del monetarismo. Friedrich Hayek previamente declararía al diario chileno El Mercurio del 12 de abril de 1981, en apoyo el régimen de Pinochet, que también seguiría sus directrices económicas: «Mi preferencia personal se inclina a una dictadura liberal y no a un gobierno democrático donde todo liberalismo esté ausente». En esta entrevista, Hayek se definió como enemigo del estado de bienestar y la justicia social. En 1977 visitó Argentina y Chile, donde se reuniría con Jorge Rafael Videla y con el integrante de la Junta Militar de Gobierno, y con el futuro dictador Leopoldo F. Galtieri. Para Hayek, lo fundamental es asegurar la libertad económica; a su juicio, la única libertad. Hayek aboga por lo que Herman Heller calificaría en 1933 como «liberalismo autoritario». Argentina se encontraba bajo  dictadura cívico-militar la cual implementó una política económica neoliberal que llevó directamente tanto a la caída de la actividad industrial como a un incremento de la actividad financiera y el número de bancos operando. Al mismo tiempo, tanto la deuda externa como el nivel de desempleo aumentaron de manera prácticamente exponencial.
En 1977 se promulgó la Ley 21 526 de Entidades Financieras que reformó el sistema financiero, obligando al Estado a dejar de financiarse con préstamos del Banco Central y comenzar a hacerlo con créditos internos y externos. La demanda estatal de crédito interno contribuyó a sostener elevada la tasa de interés, por encima de la internacional, lo cual estimuló el ingreso de capital especulativo.
Con el objetivo de controlar la inflación mantuvo una política de atraso cambiario, Martínez de Hoz implementó a fines de 1978 un sistema de devaluación programada, apodado «la tablita». Junto con la ley de entidades financieras antes mencionada, la tablita promovería la especulación financiera desmedida. La medida se tomó para intentar compensar las pérdidas ocasionadas a los ahorristas por la diferencia entre la tasa de interés pagada a los depósitos a plazo fijo y la inflación; para proteger a las entidades financieras, el Estado se hizo responsable del pago de los depósitos. El coste de estas medidas, que ocasionaron el cierre de más de veinticinco entidades crediticias, cuyos pasivos debió asumir el Estado, fue enorme; también lo fue para los consumidores, que debieron hacer frente a un mercado de crédito liberalizado, cuyas tasas aumentaron parejamente a las pagadas por los depósitos. Los créditos hipotecarios alcanzaron una tasa de interés del cien por ciento anual, que resultó impagables para numerosos deudores, y condujo a una gran parte de la población a perder la propiedad de sus viviendas. El resultado combinado de las políticas económicas internas y la situación financiera internacional de abundantes capitales buscando plazas de inversión, impulsó un nivel de endeudamiento récord, gracias a las medidas de corte neoliberala inflación que llegó a duplicarse de 182% a 444%. Pese a ello durante los cinco años del gobierno de Videla, la inflación se ubicó siempre por encima del 100%: 1976 (444%), 1977 (176%), 1978 (171,4%), 1979 (163%), 1980 (100,8%), un promedio del 211% anual, más alto que cualquier gobierno anterior y el más alto desde la independencia.
El tramo final de la historia del film se ubica entre 1980 y 1981, etapa caracterizada por la crisis bancaria suscitada por la quiebra del Banco de Intercambio Regional (BIR) y la intervención de varias instituciones financieras, y por la famosa frase «El que apuesta al dólar pierde», dicha por el entonces ministro de Economía argentino, Lorenzo Sigaut (quien reemplazó a Martínez de Hoz) poco antes de una gran devaluación. la dictadura que condicionó fuertemente al gobierno radical que lo sucedió. Los descalabros económicos condujeron a una depresión que inició en 1986 y detonó con la grave crisis de 1989.
Las medidas tomadas por Martínez de Hoz en base al ideario liberal incluyeron la apertura de los mercados y la liberalización del tipo de cambio, apertura a las importaciones, baja de las retenciones agropecuarias, entre otras. El plan económico fue presentado el 2 de abril de 1976, y tenía como objetivo explicitado detener la inflación y estimular la inversión extranjera. A los pocos días del inicio de la gestión de Martínez de Hoz, el Fondo Monetario Internacional aprobó con sorpresiva rapidez un crédito de 110 millones de dólares para el país. Gracias a medidas austeras y ajustes la economía fuerte espiral que se traía en 1975-1976 con una inflación que llegó a duplicarse de 182% a 444%. Pese a ello durante los cinco años del gobierno de Videla, la inflación se ubicó siempre por encima del 100%: 1976 (444%), 1977 (176%), 1978 (171,4%), 1979 (163%), 1980 (100,8%), un promedio del 211% anual, más alto que cualquier gobierno anterior.Impuso un nuevo modelo económico a través del terrorismo de Estado siguiendo las ideas del flamante paradigma monetarista reinante a nivel mundial. Es el quiebre del modelo de sustitución de importaciones y el surgimiento de un inédito proceso de valorización financiera que destruyó el aparato productivo y provocó cambios estructurales. El monto de la deuda externa neta se multiplicó por tres: en diciembre de 1979 era 8500 millones de dólares (14 por ciento del PIB) y para diciembre de 1981, 25.300 millones de dólares (42 por ciento del PIB). En apenas 15 meses la deuda externa pasó a representar de 10 al 50 por ciento de las exportaciones
Jorge Videla contó en el libro “Joe” que el plan debió tener en cuenta, fuera de todo rigorismo ortodoxo, la guerra contra la subversión dicha cuestión dominaba todo el escenario nacional. Esto significó la imposibilidad de aplicar una política de shock. La misma era recomendada por diversos economistas como Horacio García Belsunce. Sin embargo, fue puesta en práctica una política de aplicación gradual que no ocasionara desajustes sociales. Esto se explica en que la guerra revolucionaria el objetivo prioritario es la conquista de la población y la aplicación de medidas más agresivas incrementarían el problema de la guerrilla.
Para la elección del ministro de economía la junta militar Junta Militar, mediante equipos militares de compatibilización,: Bernardo Grinspun, Félix de Elizalde, Álvaro Alsogaray, Horacio García Belsunce, Rogelio Frigerio, Lorenzo Sigaut y José Alfredo Martínez de Hoz.
Álvaro Alsogaray no pudo ser electo al criticar duramente el “gradualismo” y quedó descartado. El economistas era partidario de la teoría de “tocar fondo” o del “fruto maduro”, que marca que el estado intervenga sólo tras la descomposición absoluta.
Esto hizo que se decante la elección por José Alfredo Martínez de Hoz.
Años más tarde el propio exministro reconoció concordó con Videla y calificó a su gestión de gradualista; a pesar de simpatizar con ideas más liberales y de shock. El economista terminó reconociendo que su programa obedeció al «arte de lo posible», aunque no era lo «deseable».

#### Industria y agricultura
El plan de Martínez de Hoz consistía en una reducción arancelaria que llegó a su máximo nivel en 1978, para darle competitividad a la economía y promover sus «ventajas naturales». El resultado fue un proceso de importaciones masivas y un efecto desastroso sobre la industria. Grandes empresas industriales cerraron sus plantas: General Motors, Peugeot, Citroën, Chrysler, Siam, Decca (Deutz-La Cantábrica), la planta de vehículos utilitarios de Fabricaciones Militares, Aceros Ohler, Tamet, Cura, Olivetti, y miles de medianas y pequeñas empresas industriales. Para 1980 la producción industrial había reducido un 10% su aporte al PBI, y en algunas ramas como la textil, la caída superó el 15%.
A su vez se profundizó la concentración de la industria y de la tierra fortaleciéndose una élite económica que sería denominada «patria financiera» y «patria contratista» unos pocos grupos empresarios se vieron beneficiados entre ellos Acindar, cuyo presidente Martínez de Hoz fue Ministro de Economía de la dictadura; Benito Roggio, beneficiado con la construcción de algunos estadios mundialistas y otras obras faraónicas del Estado, el Grupo Macri, que en 1975 poseía siete empresas y al concluir la dictadura llegaban a cuarenta y seis; siendo las más relevantes son Sevel Argentina (automotriz), Sideco Americana (construcciones), Socma Corp (financiera), Manliba (recolección de residuos), Itron (electrónica), Solvencia de Seguros (aseguradora), Prourban (inmobiliaria), Iecsa (instalaciones mecánicas), Perfomar (perforación petrolera). En tanto el holding Socma, fue beneficiario de importantes licitaciones durante la dictadura, como la represa Yaciretá, la construcción del puente Misiones-Encarnación, la central termoeléctrica de Río Tercero y de Luján de Cuyo, la recolección de residuos de la Ciudad de Buenos Aires, mediante la creación de Manliba, entre otras. Durante esa época compra Fiat, esta venta terminó siendo un acuerdo para llevar adelante el cierre de plantas y despidos.
Otros grupos como Arcor y Pescarmona también tuvieron grandes ganancias.
Apoyado en una política laboral que produjo una profunda reforma de las leyes laborales, la prohibición de la huelga, la intervención militar de los sindicatos, y la política represiva del terrorismo de Estado, Martínez de Hoz decretó el congelamiento de salarios y contuvo el descontento general, ante una caída del nivel de vida de la población sin precedentes.
El Proceso fue apoyado por diversos actores de la economía nacional, como la Sociedad Rural Argentina, que publicó una solicitada el 24 de marzo de 1977, en conmemoración del aniversario de la dictadura cívico-militar: «La guerrilla apátrida y brutal, amparada en buena medida por las anteriores autoridades, ha sufrido rudos golpes y están en franca retirada.» El texto concluía entregando el apoyo de la Sociedad Rural a «toda acción que signifique completar el proceso iniciado el 24 de marzo de 1976, para poder lograr así los fines propuestos». Los sectores de mayor jerarquía de la Iglesia dieron su aval la noche previa al golpe en una reunión secreta con la cúpula militar.

#### Reforma financiera y «la tablita» de depreciación programada
En 1977 se promulgó la Ley 21 526 de Entidades Financieras que reformó el sistema financiero, obligando al Estado a dejar de financiarse con préstamos del Banco Central y comenzó a hacerlo con créditos internos y externos. La demanda estatal de crédito interno contribuyó a sostener elevada la tasa de interés, por encima de la internacional, lo cual estimuló el ingreso de capital especulativo.
Con el objetivo de controlar la demanda de divisas y mantener una política de atraso cambiario, Martínez de Hoz implementó, a fines de 1978, un sistema de devaluación programada, apodado «la tablita». Junto con la ley de entidades financieras antes mencionada, la tablita promovería la especulación financiera desmedida. La medida se tomó para intentar compensar las pérdidas ocasionadas a los ahorristas por la diferencia entre la tasa de interés pagada a los depósitos a plazo fijo y la inflación; para proteger a las entidades financieras, el Estado se hizo responsable del pago de los depósitos. El coste de estas medidas, que ocasionaron el cierre de más de veinticinco entidades crediticias, cuyos pasivos debió asumir el Estado, fue enorme; también lo fue para los consumidores, que debieron hacer frente a un mercado de crédito liberalizado, cuyas tasas aumentaron parejamente a las pagadas por los depósitos. Los créditos hipotecarios alcanzaron una tasa de interés del cien por ciento anual, que resultó impagables para numerosos deudores, y condujo a una gran parte de la población a perder la propiedad de sus viviendas. El resultado combinado de las políticas económicas internas y la situación financiera internacional de abundantes capitales buscando plazas de inversión, impulsó un nivel de endeudamiento récord.
En 1978, el plan de neoliberal del ministro Martínez de Hoz dio indicios de agotamiento: la inflación anual llegó al 160%, y el PBI descendió durante ese año cerca de un 3,2%. Al año siguiente, la tasa de inflación llegó a 139,7 puntos porcentuales, con una economía estancada. Además, se generó una fugaba del 25% de los depósitos bancarios, y los cuatro bancos más importantes del sistema quebraron. Durante su gestión, la deuda externa creció de 7000 millones a más de 40 000 millones de dólares, es decir: en siete años se multiplicó por casi seis veces. Durante 1980, las exportaciones cayeron un 20% respecto del año anterior, mientras que las importaciones subieron un 30%. En ese contexto se produjo el crac bancario de 1980, que puso fin a la etapa de la denominada «plata dulce». La quiebra del Banco de Intercambio Regional, junto con el cierre de otras 37 entidades financieras, que a su vez repercutió en sectores industriales, originó una fuerte corrida bancaria y fuga de divisas.

### Gobierno de Viola
Debido a la imposibilidad por parte de Videla de lograr la estabilidad económica, en medio de un aumento del desempleo, alta inflación y depreciación del peso, en marzo de 1981, la Junta Militar decidió desplazarlo y colocar en su lugar al general Roberto Eduardo Viola. Viola vira hacia un liberalismo económico más moderado, nombrando como ministro de economía a Lorenzo Sigaut quien prevenía de la automotriz FIAT.
Sigaut dejó sin efecto la «tablita» de Martínez de Hoz y desdobló el mercado cambiario, mediante la creación de un «dólar financiero» libre y un «dólar comercial» regulado, con diferentes valores. De esta manera buscaba favorecer las exportaciones que se habían visto perjudicadas por el dólar alto de Martínez de Hoz. Durante su gestión la deuda externa aumentó un 31% y se inició la mayor recesión de la economía argentina desde la crisis de 1930, cayendo el PBI en ese año y el siguiente un 9%. Esto ocasionaría un golpe interno que llevaría al teniente general Leopoldo Fortunato Galtieri al Gobierno.

### Gobierno de Galtieri
Galtieri nombró a Roberto Alemann como ministro de Economía. Las políticas económicas aplicadas implicaron la restricción del gasto público, la disminución del circulante, la privatización de bienes estatales y la congelación de los salarios. Su gobierno estuvo signado por la guerra de las Malvinas que ocurrió en 1982.
En febrero de 1982, el Gobierno prestó 30 millones de dólares a la dictadura de Celso Torrelio en Bolivia. La acción realizada a instancias del gobernante boliviano tenía como fin recuperar al Banco Central de Bolivia. A la sazón, Bolivia debía unos 700 millones de dólares a Argentina.

### Gobierno de Bignone
La derrota en la guerra de las Malvinas, sumada a las crecientes dificultades económicas, provocó la renuncia del presidente Leopoldo Galtieri y la asunción de Reynaldo Bignone. Este designó como ministro de Economía a José Dagnino Pastore, quien declaró el estado de emergencia frente a los cierres de fábricas, la inflación —que superaría el 200% en el año— y la constante devaluación de la moneda. Apenas 53 días después, Pastore fue reemplazado por Jorge Wehbe; el nuevo ministro lanzó un control de precios que puso bajo control del Gobierno los productos de 675 empresas, debido a la necesidad de «resguardar el salario real», amenazado por una «estructura industrial monopólica».
En noviembre de 1982, el titular del Banco Central, Julio González del Solar, dispone la estatización de la deuda de empresas privadas mediante la Circular 251. Esto alcanzó a la deuda de empresas como Alpargatas S.A., Grupo Macri, Banco de Galicia, FATE-ASTRA, Bunge y Born S.A., Grafa S.A., Molinos Río de la Plata, Loma Negra S.A, Ingenio Ledesma, Pérez Companc S.A., ACINDAR S.A. y Bridas-Papel Prensa.

### Consecuencias
El salario real, sobre una base 100 en 1970, había subido a 124 en 1975. En 1976, en un solo año, cayó bruscamente a 79 puntos —el nivel más bajo desde los años treinta (OIT 1988)—; nunca más ha vuelto a recuperarse. Adicionalmente, la pobreza, que desde los años cuarenta se ubicaba debajo del 10%, y que era del 5,8% en 1974, subió al 12,8% en 1980 y al 37,4% de pobreza en 1982 (INDEC, datos correspondientes al Gran Buenos Aires). Por su parte, el desempleo se mantuvo relativamente estable, partiendo de un 3,8% en octubre de 1975 y dejando un 3,9% en octubre de 1983, con un pico del 6% en mayo de 1982 (durante la Guerra de Malvinas).
La inflación anual de tres dígitos fue una constante, junto con el deterioro de la distribución del ingreso. Entre 1976 y 1990 las familias del decil más opulento en la distribución del ingreso acrecentaron su participación en la riqueza nacional en un 33%, mientras que los hogares de los tres deciles intermedios (clase media) perdieron un 9,5%, y los hogares de los tres deciles más bajos perdieron un 27,5%. En 1974, antes de la implementación del liberalismo económico, solo un 4,6% de las personas estaba situado por debajo de la línea de la pobreza, en octubre de 1982 esa proporción alcanzaba al 21% y aumentaría aún más luego del episodio hiperinflacionario de finales de la década.

#### Endeudamiento externo
El nivel de deuda se elevó de 7875 millones de dólares al finalizar 1975, a 45 087 millones de dólares al finalizar 1983. Según el fallo del juez federal Ballesteros en el caso «Alejandro Olmos c/ Martínez de Hoz y otros s/ Defraudación», el aumento de la deuda constituyó esencialmente una operación delictiva ejecutada por empresas nacionales y extranjeras, militares y agentes económicos.
| AÑOS | PÚBLICA | PRIVADA | TOTAL  | BASE 1975=100 |
| ---- | ------- | ------- | ------ | ------------- |
| 1975 | 4941    | 3144    | 7875   | 100           |
| 1976 | 6648    | 3091    | 9736   | 120           |
| 1977 | 8127    | 3695    | 11822  | 146           |
| 1978 | 9453    | 4210    | 13 663 | 169           |
| 1979 | 9960    | 9074    | 19 034 | 235           |
| 1980 | 14 459  | 12 703  | 27 162 | 336           |
| 1981 | 20 024  | 15 647  | 35 671 | 441           |
| 1982 | 28 626  | 15 018  | 43 634 | 540           |
| 1983 | 31 709  | 13 360  | 45 087 | 557           |
| 1984 | 35 527  | 10 644  | 46 171 | 571           |
| 1985 | 40 868  | 8458    | 49 326 | 610           |
| 1986 | 44 726  | 6696    | 51 422 | 636           |
| 1987 | 51 793  | 6531    | 58 324 | 721           |
| 1988 | 53 298  | 5038    | 58 336 | 722           |
| 1989 | 57 926  | 4917    | 62 843 | 777           |

## Participación del Plan Cóndor
Archivos desclasificados de la CIA narran que Manuel Contreras, jefe de la DINA en Chile, fue invitado en 1975 al cuartel General de la CIA en Langley durante quince días. Tras esa visita, se indica a Contreras como «creador» del Plan Cóndor, y al Secretario de Estado estadounidense Henry Kissinger como su ideólogo. Durante los años de las dictaduras, los jefes de inteligencia de América del Sur se mantuvieron en contacto entre sí a través de una instalación de EE. UU. en el Canal de Panamá, empleada para coordinar información de inteligencia de los países del Cono Sur. El Gobierno estadounidense fue proveedor clave de asistencia económica y militar al régimen de Videla durante la fase más intensa de la represión. En 1976, el Congreso estadounidense otorgó 80 millones de dólares (USD) a la Junta e invirtió 1115 millones de USD en entrenamiento para el personal militar argentino. La colaboración de la CIA con el servicio de inteligencia argentino se usó para capacitar y armar otros movimientos golpistas en la región, contando con la pasividad de la comunidad internacional.
El Ejército Argentino tuvo un destacamento de instructores en Honduras para apoyar a los Contras, que tenían como objetivo a Nicaragua.

## Relaciones internacionales
Durante la dictadura militar se tejieron fuertes lazos con Estados Unidos, convertido en el principal apoyo diplomático y económico de la misma. Al mismo tiempo, Israel se convirtió en un fuerte aliado, que le vendió muy importantes cantidades de armas mientras la represión afectaba a miembros de la colectividad judía. Además del suministro de armas, se desarrolló un canal de colaboración entre el Batallón de Inteligencia 601 y los servicios de inteligencia israelíes, mientras represores argentinos y militares israelíes coincidían en prestar onerosos servicios contrainsurgentes en Centroamérica.
Argentina participó en el Plan Cóndor; operativo de represión antiizquierdista, instrumentado por las dictaduras militares de Argentina, Brasil, Paraguay, Uruguay, Chile y Bolivia, en los años setenta. Un ejemplo de coordinación impulsadas por los regímenes de Buenos Aires y La Paz fue el secuestro y posterior asesinato del expresidente boliviano, general Juan José Torres, asilado en Buenos Aires, a principios de junio de 1976. La diplomacia militar argentina concentró todos sus esfuerzos en atraer a Bolivia a su esfera de influencia. El 17 de julio de 1980, el Ejército Argentino apoyó a un grupo de militares estrechamente ligados al narcotráfico, liderados por el general Luis García Meza y su lugarteniente Luis Arce Gómez, que junto con un comando terrorista de derecha denominado los Novios de la Muerte, organizados por el criminal nazi Klaus Barbie y el mafioso italiano Marco Marino Diodato, encubiertos por la CIA, produjeron un nuevo sangriento golpe de Estado, derrocando al Gobierno democrático de Lidia Gueiler e impidiendo la asunción del presidente progresista Hernán Siles Zuazo. Los objetivos de Meza eran establecer una política económica de libre mercado y combatir el comunismo. Aquella asonada instaló la «narcodictadura» de Luis García Meza, que asesinó, ese mismo día, al dirigente socialista Marcelo Quiroga Santa Cruz, entre otras víctimas y desaparecidos.

### Conflicto con Chile
En 1971, los presidentes chileno y argentino, Salvador Allende y Alejandro Agustín Lanusse respectivamente, habían acordado someter el diferendo por las islas al sur del canal Beagle formalmente al Reino Unido, pero, en su contenido, a un tribunal arbitral compuesto por jueces que habían consensuado ambos Gobiernos; todo ello en el marco del derecho internacional y los tratados vigentes. El 22 de mayo de 1977 se dio a conocer en Londres el laudo arbitral, que otorgaba a Chile las islas Picton, Nueva y Lennox junto a las islas adyacentes. Argentina obtenía la mitad norte del canal y las islas correspondientes.
La Junta Militar declaró la sentencia «insanablemente nula» e inició la planificación de una guerra de agresión contra Chile para revertir el laudo. Los mandos de las Fuerzas Armadas pusieron en marcha la Operación Soberanía la noche del 21 al 22 de diciembre de 1978, que abortaron horas después, cuando la Junta aceptó la mediación papal en el conflicto. Ninguno de los dictadores argentinos dio solución al conflicto, desatado con el desconocimiento del laudo arbitral. Recién en 1984, el presidente Raúl Alfonsín, elegido democráticamente en 1983, reconoció lo resuelto por la mediación del papa Juan Pablo II, poniendo fin así al conflicto con Chile.

## Corrupción
El Proceso se vería salpicado por diversos hechos de corrupción, entre ellos los que pesaron sobre el Ente Autárquico Mundial '78, creado en 1976 por decreto de Jorge Rafael Videla con el fin de organizar la Copa Mundial de Fútbol de 1978. La gestión del Mundial de 1978 estuvo rodeada de secreto, en parte gracias al Decreto 1261/77, que permitía que el EAM '78 pudiera atenerse a la reserva en su gestión. De los 517 millones de dólares estadounidenses de la época que el Mundial costó —más del cuádruple del costo declarado por España para la organización de la edición de 1982— se ignora la administración, pues nunca se dispuso de un balance contable del mismo. Al final, a organización del campeonato supuso un costo diez veces superior al previsto. Las disputas internas de los militares incidieron en esto, y el primer presidente del comité fue fusilado, según se sospecha, por su sucesor.
El 21 de junio de 1978 estalló una bomba en la casa del secretario de Hacienda, Juan Alemann, que días atrás había cargado duramente contra Carlos Alberto Lacoste y los despilfarros en la organización mundialista. El Mundial le salió a la Argentina unos 517 millones de dólares, 400 más que los pagados por España en la siguiente edición de 1982 y fue considerado como un «monumento a la corrupción». Se denunció que eran frecuentes la falta de transparencia en el manejo de fondos. El organizador designado por Videla para organizar dicho mundial sería procesado, ya en democracia, por administración fraudulenta como funcionario público. La Cámara Federal de Buenos Aires consideró que Carlos Alberto Lacoste nunca suministró explicaciones suficientes y satisfactorias sobre cómo su patrimonio económico haya podido incrementar en un total de 443% entre los años 1977 y 1979, tal como denunció la fiscalía nacional en 1984. Fue procesado, además, por administración fraudulenta como funcionario público. También se llevarían denuncias sobre negociados espurios, como la construcción de las autopistas en Buenos Aires, el vaciamiento de entidades financieras y apropiación ilegal de empresas, como la firma Mackentor en Córdoba
Posteriormente, documentos de la Audiencia Nacional de España hallados en 2015 describieron la existencia de una red que manejaba los fondos robados a víctimas del terrorismo de Estado. Videla montó varias empresas en ese país y registró cuentas en distintos bancos de Europa, donde guardó grandes cantidades de dinero que fueron robados a desaparecidos, que al igual que en otros tantos casos, habrían sido blanqueado a través de empresas y cuentas bancarias en el exterior. Así mismo, diferentes grupos empresariales ligados a la dictadura fueron beneficiados con contratos estatales opacos, entre ellos: Techint, Siderar, Socma, Papel Prensa, Loma Negra, Ledesma, Molinos, Bunge & Born, Editorial Atlántida, La Nueva Provincia, Dalminé- Siderca o La Veloz del Norte.

## Política educativa
Según Pablo Pineau, la característica central de la política educativa de la dictadura fue poner fin a la «escuela única» vigente históricamente en la Argentina, igualitaria para todos, que equilibraba las diferencias y las desigualdades para la población que concurría. Con medidas estructurales, financieras, organizacionales, curriculares y didácticas, la dictadura fortaleció sus mecanismos de segmentación y diferenciación interna.

El 20 de septiembre de 1976 tres militantes, que habían permanecido un mes en manos de la D2 de la Policía de San Luis y habían sido sometidos a tortura, aportaron nombres de compañeros de militancia, quienes fueron de inmediato expulsados de la universidad, determinación que evidencia la estrecha colaboración entre la intervención cívico-militar en la universidad y el aparato de inteligencia militar y policial.

El Proceso de Reorganización Nacional produjo una reformulación del Estado docente como principal agente educador, tomando medidas como la Ley n.º 21809/78, que en el 1978 transfirió a las municipalidades la educación inicial, primaria y de adultos, siendo las provincias más pobres afectadas por no presentar los recursos materiales y humanos para hacerse cargo de sus sistemas educativos. Favoreció, además, un aumento de segmentación en el sistema educativo en temas como las propuestas curriculares, el nivel de cobertura del sistema y las políticas salariales docentes, favoreciendo al sistema educativo privado.
La dictadura reordenó el sistema de acuerdo a criterios excluyentes, meritocráticos y elitistas, con el fin de lograr una mayor equivalencia entre el sistema educativo y las clases sociales, tomando decisiones como el armado de distintos circuitos de trayectoria escolar con baja relación entre sí, siendo la selectividad y homogeneidad social de la población atendida en cada segmento muy alta; la segmentación se intensificó con la pasada de un nivel educativo al siguiente, con la llegada de un ingreso selectivo en institutos privados y públicos, bajo las excusas de «la buena competencia», «premiar el esfuerzo» y «seleccionar a los mejores», siendo afines de vuelta a las prácticas neoliberales.
Las políticas didácticas de la dictadura tuvieron en sus fines generar una homogeneización mediante una propuesta modernizadora en cuestiones pedagógicas y didácticas. Con estos propósitos, en 1980 se creó la Escuela Superior de Capacitación Docente, con el fin de formar directivos, vicedirectivos e inspectores, derivado de la creación del sistema educativo municipal. También se creó en 1979 el Programa de Capacitación y Apoyo al Docente (PROCAD), siendo una actividad de capacitación docente a distancia, mediante módulos de distribución periódico que otorgaba puntaje a aquellos docentes que aprobaran. La función de la capacitación docente era la difusión de lo «nuevo» y «correcto» desde los agentes de decisión —definidos como «técnicos»— hacia quienes lo implementaban —directivos y docentes—.
Las políticas didácticas estuvieron sostenidas dos teorías psicológicas del aprendizaje: el conductismo, referente a las actividades áulicas, y la psicología genética, en cuestión del diseño curricular.El ministerio de educación que depen-
día directamente del Ejecutivo, se orquestó una estrategia de acción psicológica y propaganda a través del sistema nacional de comunicación social, que buscó el apoyo de la ciudadanía en la lucha contra la subversión y un involucramiento más general de la población con el régimen.

## Política cultural
El Proceso de Reorganización Nacional tuvo una política cultural y educativa en sintonía con su política represiva del terrorismo de Estado. Esta política incluyó una estricta censura previa. El Gobierno militar creó un grupo especial encargado de controlar y censurar todo tipo de producción científica, cultural, política o artística.

### Listas negras
Miles de militantes, artistas, intelectuales, periodistas, corresponsales extranjeros, grupos artísticos, librerías, revistas, e incluso empleados públicos, profesionales, resultaron prohibidos en virtud de listas negras. Sus nombres no debían ser mencionados en los medios de comunicación, sus obras no debían ser reproducidas y en algunos, no podían ejercer su profesión ni ser empleados; incluso se llegó a quitar escenas de películas extranjeras para que no se vieran artistas censurados. Algunas de las personalidades incluidas en las listas negras fueron María Elena Walsh, Luis Brandoni, Mercedes Sosa, Julio Cortazar, Pino Solanas, Héctor Alterio, Marilina Ross, Alfredo Alcón, Norma Aleandro, Norman Brisky, Jaime Dávalos, Florencio Escardó, Leonardo Favio, Hugo Gambini, Griselda Gambaro, Eva Giberti, Horacio Guaraní, Nacha Guevara, César Isella, Noé Jitrik, Lidia Lamaison Víctor Laplace, Federico Luppi, Julio Marbiz, Hugo Midón, Bárbara Mujica, Lautaro Murúa, Haydee Padilla, Sixto Pondal Ríos, Osvaldo Pugliese, Jorge Abelardo Ramos, Dalmiro Sáenz, Gregorio Selser, Atilio Stampone, David Stivel, Armando Tejada Gómez, Jacobo Timerman, David Viñas, Atahualpa Yupanqui, Carlos Alonso, Víctor Heredia, Rodolfo Kuhn, Jaime Kogan, Virginia Lago, Hamlet Lima Quintana, Cipe Lincovsky, Pedro Orgambide, Luis Politti,  Juan Carlos Gené, Joan Manuel Serrat, etc.

### Quema de libros
La dictadura llevó a cabo una sistemática labor de censura, en la cual se quemaron cientos de miles de libros. Así pues, de editoriales como el Centro Editor de América Latina se quemaron 1,5 millones de ejemplares, y de Eudeba, unos 90 000.

El 29 de abril de 1976, los ocupantes del Regimiento de Infantería Aerotransportada de La Calera (en Córdoba) hicieron arder una montaña de libros. El comunicado oficial decía: «Se incinera esta documentación perniciosa que afecta al intelecto y a nuestra manera de ser cristiana, a fin de que no pueda seguir engañando a la juventud sobre nuestro más tradicional acervo espiritual: “Dios, Patria y Hogar”». Arden, entre muchas obras, las novelas de Gabriel García Márquez, los poemas de Pablo Neruda, las investigaciones de Osvaldo Bayer. Desde el Ministerio de Educación y Cultura se pergeña la Operación Claridad: plan de caza de opositores en toda el área cultural. Además de las desapariciones de artistas, intelectuales, docentes y alumnos, el plan produce despidos masivos e inhabilitaciones para enseñar.

En la ciudad de Rosario (provincia de Santa Fe), los militares usurparon la Biblioteca Popular Constancio C. Vigil. La Vigil era una institución que a principios de los años setenta tenía una biblioteca de 55 000 volúmenes en circulación y 15 000 en depósitos. El 25 de febrero de 1977 fue intervenida mediante el decreto n.º 942. Ocho miembros de su Comisión Directiva fueron detenidos ilegalmente, y el control de préstamos de libros fue utilizado para investigar a los socios. Miles de libros de la entidad fueron quemados, por ejemplo seiscientas colecciones de la obra completa del poeta Juan L. Ortiz. El periodista y escritor Mempo Giardinelli sufrió las consecuencias de la pasión ígnea de los militares: su primer novela fue quemada junto a una de Eduardo Mignogna. [Enrique] Medina es, quizás, uno de los autores más sistemáticamente perseguidos por la censura, durante la dictadura e incluso antes, según Invernizzi y Gociol. Manuel Pampín, de Corregidor, editó parte de la obra del autor de Las tumbas, como Sólo ángeles, cuya sexta edición fue prohibida aunque no la séptima, una copia de la anterior.

La quema de libros más grande que concretó la dictadura fue con materiales del Centro Editor de América Latina, el sello que fundó Boris Spivacow, quien además tuvo un juicio «por publicación y venta de material subversivo». Él fue sobreseído, pero el millón y medio de libros y fascículos ardieron en un baldío de Sarandí.
Marcelo Massarino, revista Sudestada, 46, 18 de marzo de 2006

La dictadura militar permitió una amplia difusión de la literatura nazi y antisemita, que fue objeto de quejas por parte de las organizaciones judías. Aunque hubo una importante presencia de antisemitas en la élite del régimen militar y la cantidad de personas judías que sufrieron violaciones de derechos humanos fue veinte veces mayor que proporción en la población argentina, el miedo de la dictadura a la influencia de la comunidad judía en los Estados Unidos, "moderó" las acciones antisemitas del "Proceso". En ese marco se dictaron decretos prohibiendo la venta y distribución, y ordenando secuestrar todos los ejemplares disponibles de algunos libros de orientación nazi o de ultraderecha, :
- Beveraggi Allende, Walter: Del yugo sionista a la Argentina posible: esquema económico de la dependencia y la liberación argentina. Confederación Nacionalista Argentina.
  - Prohibido por decreto 3209/76 (publicado en el Boletín Oficial de la República Argentina del 16 de diciembre de 1976, Colección de Anales de Legislación Argentina XXXVII-A-182).
- El Shulján Aruj: código de leyes judías (edición crítica de un libro de 1549).
  - Prohibido por decreto 2579/77 (publicado en el Boletín Oficial de la República Argentina del 6 de septiembre de 1977, Colección de Anales de Legislación Argentina XXXVII-D-3821.
- Ediciones Mi lucha (Biblioteca de Esclarecimiento Popular n.º 2).
  - Prohibido por decreto 2579/77 (publicado en el Boletín Oficial de la República Argentina del 6 de septiembre de 1977, Colección de Anales de Legislación Argentina XXXVII-D-3821.
- Hermann y Ritach: La economía nacional socialista. Editorial Occidente.
  - Prohibido por decreto 3006/76 (publicado en el Boletín Oficial de la República Argentina del 30 de noviembre de 1976, Colección de Anales de Legislación Argentina XXXVI-D-2959.
- Revista Cabildo
  - Levantamiento de su prohibición. Por decreto 944/76 de junio de 1976 (publicado en Anales de Legislación Argentina XXXVI—1215) se dejaron sin efecto los decretos 394/75 y 1159/75 firmados por María Estela Martínez de Perón que prohibían la publicación de la revista.
  - La edición del 13 de junio de 1977 fue prohibida y secuestrada por decreto 1711/77 (publicado en el Boletín Oficial de la República Argentina del 16 de junio de 1977, Colección de Anales de Legislación Argentina XXXVII-C-2612. En el artículo 3.º se aclaraba que el secuestro de la edición «...no impedirá la realización de las tareas administrativas inherentes a la revista Cabildo...», la que se siguió publicando de manera intermitente.
- Tribuna Popular, edición del 23 de junio de 1976.
  - Prohibido y secuestrado por decreto 999/76 (publicado en Anales de Legislación Argentina XXXVI—2138).
- La yesca, ejemplar n.° 3.
  - Prohibido y secuestrado por decreto 1306/76 (publicado en Anales de Legislación Argentina XXXVI—2173).
- Revista Cambio 16 editada en España, n.° 250 y 251
  - Prohibido su ingreso al país y ordenado su secuestro por decreto 3022/76 del 12-9-1976 (publicado en Anales de Legislación Argentina XXXVI—2933).
- Los Principios, diario de Córdoba.
  - Clausurado por 6 días desde el 12-9-76 al 18-6-1976 por decreto 2310/76 del 1-10-1976 (publicado en Anales de Legislación Argentina XXXVI—2933).
- Semanario Correo de la Semana.
  - Prohibidos y secuestrados el ejemplar n.° 2117 del 7-11-1977 por decreto 3392/77 y el ejemplar n.° 2118 del 14-11-1977 por decreto 3438/77 (publicados en Anales de Legislación Argentina XXXVI—3878).
- Boletín político Convicción.
  - Prohibido y secuestrado el ejemplar del 21-9-1977 y clausurada la Editorial Convicción por tres meses por decreto 2877/77 (publicado en Anales de Legislación Argentina XXXVI—3843).
- La Opinión
  - Ejemplar n.° 31 de la revista, prohibido y secuestrado por decreto 259/77 (publicado en Anales de Legislación Argentina XXXVII—2173).
  - Ejemplar del 9-1-1977, prohibido y secuestrado por decreto 210/77 (publicado en Anales de Legislación Argentina XXXVI-C—4124).

### Censura a la música

#### Políticas de censura a la música
Durante la última dictadura cívico-militar la música, en especial el rock argentino, al igual que la sociedad en su totalidad, sufrió el período de mayor censura de su historia. El rock y el folclore eran percibidos como subversivos por parte de los militares, tal es así que en un discurso de 1976, el almirante Emilio Massera denunció a músicos y fanáticos como potenciales subversivos.
La censura a determinados músicos, formaba parte de la necesidad de la Junta 
```
Esta amenaza subversiva, según la 
Junta Militar
, afectaba de manera negativa la subjetividad de los jóvenes argentinos. Al escuchar artistas como 
Mercedes Sosa
, 
Horacio Guarany
, 
Jorge Cafrune
, o distintos artistas del 
rock nacional
, los jóvenes se verían alentados por la desobediencia e incorporarán los valores de la revolución.
[
166
]
 pesar de estos actos de censura el 
Proceso
 permitió una amplia difusión de contenido antisemota durante la dictadura.
[
167
]
```

De este modo, la cultura atravesó un periodo de profunda oscuridad; nuestros mejores músicos fueron censurados. Muchos de ellos fueron secuestrados y asesinados. Por su parte, varios músicos y bandas argentinas dejaron el país y se fueron a Estados Unidos o, sobre todo, a Europa; especialmente a España (donde su legado influyó en el devenir del rock en ese país). Muchos otros artistas debieron autosilenciarse, quedándose en el país, evadiendo la persecución de sus letras mediante el uso de metáforas y de recursos literarios.
En 2009, el Comité Federal de Radiodifusión (COMFER) dio a conocer la lista negra que contenía más de 200 canciones que no podían pasarse en los medios de comunicación durante el gobierno de facto. Esta lista incluye temas de artistas nacionales e internacionales que no se ajustaban a los valores conservadores del gobierno de facto. Las letras que hablaban de libertad, drogas y erotismo eran consideradas una amenaza que había que destruir.
Comenzada la Guerra de Malvinas, en 1982, entró en vigencia la inédita prohibición de la música en inglés. Los militares creían que con esta decisión se iba a enaltecer el sentimiento patriótico y nacional, desconociendo el principio universal de que la cultura no tiene fronteras.

#### La música antes de la dictadura
Previo a la dictadura, el rock en Argentina transitaba épocas gloriosas: grupos como Sui Generis, Los Gatos o Pescado Rabioso, hoy consideradas bandas de culto, eran la música que interpelaba una juventud que entre medio de guitarras y vinilos, veía en ella un símbolo de sentido de pertenencia y libertad. Estas bandas, entre otras, no solo cambiaron el arte en la Argentina, sino que también fueron referentes y modelos de cambio para las juventudes latinoamericanas. La forma de vestirse, peinarse y las expresiones con mensajes sociales, poéticos o políticos se transformaron en un código común del rock argentino que influenció a casi toda la clase media. Todo esto permitió que el rock argentino fuera pionero en cantar en castellano en todo Iberoamérica.

#### La música como arma de tortura
Al mismo tiempo que la Junta Militar censuraba parte de la cultura, las melodías de muchos de los artistas censurados eran usadas para llevar a cabo un cruento proceso de tortura contra miles de personas detenidas clandestinamente. Bandas como Serú Girán, Los Gatos, Almendra, entre otras, sonaban en forma repetitiva y con excesivo volumen en las salas de tortura de la Escuela de Mecánica de la Armada (ESMA) para desgastar y tapar los gritos de las personas secuestradas ilegalmente.

#### El regreso del rock nacional en la década de los 80
Almendra, a fines de 1979 y Mercedes Sosa en 1982, fueron los primeros músicos en volver a los escenarios. Con ellos, muchos artistas que estaban exiliados, como Litto Nebbia, León Gieco o Miguel Abuelo comenzaron a reconstruir el tejido de la cultura del rock en Argentina. El silencio se fue abriendo en forma de prosa y melodía. La libertad mutó lentamente hacia la poesía y el ritmo.

### El concepto de «subversión»
Durante el Proceso de Reorganización Nacional, la conducción militar definió en un sentido sumamente amplio el concepto de «subversión». Para la Junta Militar de Gobierno y sus principales personeros, todo aquel que no estuviera alineado con los criterios y objetivos de los golpistas, estaba «infiltrado» por el «germen» subversivo. Los principales jefes de las Fuerzas Armadas compartían esta posición y lo explicitaron en sucesivas declaraciones públicas, que potencialmente ubicaban dentro del espectro «subversivo» a gran parte de la población:

Para obtener sus objetivos [los subversivos] han usado y tratan de usar todos los medios imaginables: la prensa, las canciones de protesta, las historietas, el cine, el folklore, la literatura, la cátedra universitaria, la religión…
Almirante Armando Lambruschini

El teatro, el cine y la música se constituyeron en un arma temible del agresor subversivo. Las canciones de protesta, por ejemplo, jugaban un papel relevante en la formación del clima de subversión que se gestaba: ellas denunciaban situaciones de injusticia social, algunas reales, otras inventadas o deformadas.
Teniente general Roberto Viola

En nuestros días, se ha consumado lo peor que podía ocurrir y de las más funestas consecuencias: la infiltración de las ideologías marxistas en el sentido nacional y, más aún, en el nacionalismo argentino y en la Iglesia católica apostólica romana.
General Manuel Bayón, director de la Escuela Superior de Guerra, 1977

Hasta el presente, en nuestra guerra contra la subversión no hemos tocado más que la parte alta del iceberg [...] Ahora es necesario destruir las fuentes que forman y adoctrinan a los delincuentes subversivos, y esta fuente se sitúa en las universidades y en las escuelas secundarias. La influencia más peligrosa es la ejercida por los universitarios formados en el extranjero, y más precisamente en la Sorbona, Dauphine y Grenoble, que de inmediato transmiten el veneno con el cual intoxican a la juventud argentina.
Acdel Edgardo Vilas, general de brigada, 2.º comandante del V Cuerpo de Ejército, 1976

A partir de una simple composición sobre las estaciones del año, un maestro subversivo o un idiota útil comentará a sus alumnos la posibilidad de combatir el frío según los ingresos de cada familia (…) Para los educadores: inculcar el respeto por las normas establecidas; inculcar una fe profunda en la grandeza del destino del país; consagrarse por entero a la causa de la Patria, actuando espontáneamente en coordinación con las Fuerzas Armadas, aceptando sus sugerencias y cooperando con ellas para desenmascarar y señalar a las personas culpables de subversión, o que desarrollan su propaganda bajo el disfraz de profesor o de alumno (…) Para los alumnos: comprender que deben estudiar y obedecer, para madurar moral e intelectualmente; creer y tener absoluta confianzas en las Fuerzas Armadas, triunfadoras invencibles de todos los enemigos pasados y presentes de la Patria.
General de división Luciano Benjamín Menéndez

### Actos de censura y espionaje
El gobierno de la Junta Militar dispuso una serie de procedimientos para «neutralizar el germen subversivo». Estas fueron algunas de las acciones emprendidas:
En 1977, se distribuyó en las escuelas un material gráfico dirigido a los padres con hijos en edad escolar, titulado Cómo reconocer la infiltración marxista en las escuelas:

Léxico marxista para uso de los alumnos: [...] Lo primero que se puede detectar es la utilización de un determinado vocabulario que, aunque no parezca muy trascendente, tiene mucha importancia para realizar este «trasbordo ideológico» que nos preocupa. Así, aparecerán frecuentemente los vocablos diálogo, burguesía, proletariado, América latina, explotación, cambio de estructuras, capitalismo.

Historia, Formación Cívica, Economía, Geografía y Catequesis en los colegios religiosos, suelen ser las materias elegidas para el adoctrinamiento subversivo. Algo similar ocurre con Castellano y Literatura, disciplinas de las que han sido erradicados los autores clásicos, para poner en su lugar a «novelistas latinoamericanos» o «literatura comprometida» en general.

Otro sistema sutil de adoctrinamiento es hacer que los alumnos comenten en clase recortes políticos, sociales o religiosos aparecidos en diarios y revistas, que nada tienen que ver con la escuela. Es fácil deducir cómo pueden ser manejadas las conclusiones.

Asimismo, el trabajo grupal que ha sustituido a la responsabilidad personal puede ser fácilmente utilizado para despersonalizar al chico, acostumbrarlo a la pereza y facilitar así su adoctrinamiento por alumnos previamente seleccionados y entrenados para «pasar» ideas.

En el mismo año, el Decreto 3155 prohibió la distribución, venta y circulación de los relatos infantiles Un elefante ocupa mucho espacio, de Elsa Bornemann, y El nacimiento, los niños y el amor, de Agnes Rosenstiehl —ambos de Ediciones Librerías Fausto—, por tratarse de «cuentos destinados al público infantil con una finalidad de adoctrinamiento, que resulta preparatoria para la tarea de captación ideológica del accionar subversivo».

Otro caso paradigmático de censura a la literatura infantil fue la decretada sobre el libro La torre de cubos, de Laura Devetach. La obra fue originalmente prohibida en la provincia de Santa Fe, a través de la resolución 480 del 23 de mayo de 1979, donde entre los fundamentos de la medida se encontraba:
se desprenden graves falencias tales como simbología confusa, cuestionamientos ideológicos-sociales, objetivos no adecuados al hecho estético, ilimitada fantasía, carencia de estímulos espirituales y trascendentes […] centrando su temática en los aspectos sociales como crítica a la organización del trabajo, la propiedad privada y el principio de autoridad enfrentando grupos sociales, raciales o económicos con base completamente materialista, como también cuestionando la vida familiar […].
Por resolución 538 del 27 de octubre de 1977 del Ministerio de Cultura y Educación se estableció la distribución, en todos los establecimientos educativos del país, del folleto Subversión en el ámbito educativo (Conozcamos a nuestro enemigo), de lectura y aplicación obligatoria para profesores y maestros. El contenido del mismo fue resumido por el diario La Prensa:

El texto tiende a facilitar a los docentes la comprensión del proceso subversivo en el país, especialmente en el medio educativo, y brinda elementos de juicio sobre la forma de obrar del marxismo. Expone también la estrategia particular de la subversión en el ámbito educativo, sus modos de acción en todos los niveles educativos y en la actividad gremial del ámbito educativo [sic]. En las conclusiones del trabajo, cuya lectura y aceptación por parte del personal docente y administrativo es obligatoria, se expresa que 'es en la educación donde hay que actuar con claridad y energía para arrancar la raíz de la subversión, demostrando a los estudiantes las falsedades de las doctrinas y concepciones que durante tantos años les fueron inculcando en mayor o menor grado.

En octubre de 1978, una resolución del Ministerio del Interior prohibió dos obras del pedagogo brasileño Paulo Freire:
La educación como práctica de la libertad (editorial Siglo XXI) y
Las iglesias, la educación y el proceso de liberación humana en la historia (editorial La Aurora),
ya que, según las autoridades, «sirven como medio para la penetración ideológica marxista en los ámbitos educativos. Por otra parte, su metodología para interpretar la realidad, el hombre y la historia es manifiestamente tendenciosa. Las fuentes de pensamiento del autor, como los modelos y ejemplos que expone, son de clara inspiración marxista y toda su doctrina pedagógica atenta contra los valores fundamentales de nuestra sociedad occidental y cristiana».
También en octubre de 1978 se prohibió la distribución de la novela La tía Julia y el escribidor, del escritor peruano Mario Vargas Llosa, argumentando que «revela distorsiones e intencionalidad, así como reiteradas ofensas a la familia, la religión, las instituciones armadas y los principios morales y éticos que sustentan la estructura espiritual e institucional de las sociedades hispanoamericanas y, dentro de éstas, a nuestra Nación, contribuyendo a mantener y expandir las causas que determinaron la implantación del estado de sitio».
Días antes de celebrarse en Buenos Aires la Semana del Cine Español (del 23 al 31 de julio de 1979) el interventor del Instituto Nacional de Cinematografía, capitán Bitleston, señaló la «inconveniencia» de presentar varios de los filmes seleccionados por la Dirección General de Cinematografía de España para ser exhibidos en Buenos Aires. Los directores y productores españoles, enterados de la censura previa, se negaron a enviar sus películas, lo que motivó la postergación sine die del evento.
En julio de 1980, por decreto 2038, se prohibió la utilización en el ámbito escolar de la obra Universitas, Gran Enciclopedia del Saber, de editorial Salvat, editada en Barcelona, por «incurrir en falseamiento de la verdad histórica [...] analizando uno de los períodos más importantes de la historia moderna, como es el proceso de industrialización, bajo la metodología inspirada en el materialismo dialéctico». En el mismo decreto se prohibía el Diccionario Salvat: «Las dos obras revelan un proceso editorial sistemático, en el cual la enciclopedia y el diccionario cumplen la función expresa de ofrecer al estudiante [...] un léxico definitivamente marxista, mediante la utilización de palabras y acepciones que, lejos de corresponder fielmente a los significados propios de la lengua, tienden a sustituir estos por otros que responden y son típicos de esa ideología».
En septiembre de 1980, un comunicado ministerial prohibió el uso en las escuelas de los textos de Antoine de Saint-Exupéry, autor, entre otros, de El Principito.
Editores, periodistas, escritores, poetas, cantantes, fueron prohibidos:
- Aída Bortnik (escritora)
- Jorge Romero Brest (artista plástico)
- Roberto Cossa (dramaturgo y director de teatro)
- Crist (caricaturista)
- Julia Elena Dávalos (cantante folclórica)
- Griselda Gambaro (escritora)
- Horacio Guaraní (cantautor folclórico)
- Nacha Guevara (cantante)
- César Isella (cantautor)
- Litto Nebbia (cantautor)
- Pacho O’Donell (escritor)
- Gian Franco Pagliaro (cantante)
- Piero (cantautor)[175]
- Ariel Ramírez (pianista y compositor folclórico)
- Sergio Renán (cineasta)
- Mercedes Sosa (cantante folclórica)
- María Elena Walsh (cantautora y escritora)
- León Gieco (cantautor)
- Los Trovadores (grupo vocal)
- Los Indianos (grupo vocal)
- Los Huanca Hua (grupo vocal)

Otros fueron asesinados.
Entre algunos casos paradigmáticos se prohibió la enseñanza de la matemática moderna, o los temas musicales en los que Carlos Gardel era acompañado solo por guitarras. Grupos de censores marcaban con una cruz los temas musicales que no podían ser transmitidos por las emisoras radiales.
Las universidades fueron intervenidas, y se enviaron cientos de espías con el fin de detectar opositores y detenerlos. Asimismo, los programas de enseñanza fueron «depurados» de todo contenido considerado contrario a la cultura «occidental y cristiana».

## Resistencia

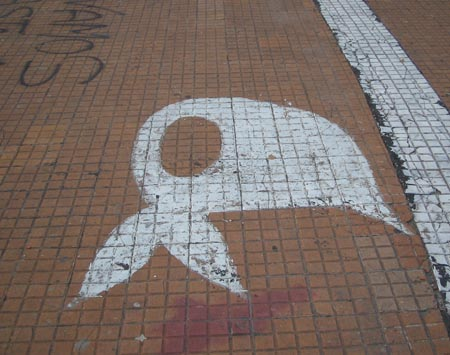
Tradicional pintada de las Madres de la Plaza de Mayo.

### Madres y abuelas de los desaparecidos
Las Madres de la Plaza de Mayo son madres de los desaparecidos que comenzaron a organizarse durante la dictadura con el objetivo de descubrir el paradero de sus hijos.
En 1977, el grupo inicial fue infiltrado por el integrante de la Armada Argentina y represor Alfredo Astiz, resultando secuestrados, torturados y muertos una cantidad importante de miembros del grupo, incluidas algunas fundadoras. En 2011 Astiz sería condenado por la justicia.
Las madres y abuelas de los desaparecidos han llevado a cabo una militancia desde los mismos comienzos de la dictadura hasta la actualidad.

### Periodistas
Una orden de la Secretaría de Información Pública prohibió la publicación de información relacionada con desapariciones, descubrimientos de cadáveres, enfrentamientos armados y cualquier otro hecho de este tipo. Testimonió Cox que todos los funcionarios de diferentes escalas del Gobierno que entrevistó en esa época le sugirieron que no efectuara publicaciones de ese tipo, aunque nunca nadie le exhibió un decreto firmado que lo dispusiera; ya que, incluso en el caso de la orden de la Secretaría de Información Pública, sólo se le entregó, a su pedido, el contenido de la disposición por escrito, pero en papel sin membrete y sin firma.
Los canales de televisión y las estaciones de radio, en su mayoría estatales, estuvieron íntegramente al servicio del régimen. En la prensa escrita, con la excepción del Buenos Aires Herald, la revista dirigida a la comunidad judía —Nueva Presencia— o a la irlandesa —The Southern Cross—, y Humor sobre el final del período dictatorial, el apoyo a la junta y el ataque a las organizaciones de derechos humanos fue lo habitual. Varios empresarios de medios apoyaron al Proceso, entre ellos Jorge Fontevecchia, quien lanzó varias editoriales a su favor y tildando de campaña antiargentina a quienes criticaban las violaciones a los derechos humanos que ocurrían en el país. Fontevecchia publicó un editorial donde se decía en forma de «Carta abierta a un periodista europeo»: «Y, por favor, no nos venga a hablar de campos de concentración, de matanzas clandestinas o de terror nocturno. Todavía nos damos el gusto de salir de noche y volver a casa a la madrugada…».
También Vicente Massot, el primer periodista en la historia argentina en ser imputado como responsable de delitos de lesa humanidad. Massot fue juzgado coautor del homicidio, cometido en 1976, de los obreros gráficos y sindicalistas de base Heinrich y Loyola, tras un conflicto laboral registrado el año anterior en La Nueva Provincia, principal diario de la localidad del sur bonaerense; así como de haber realizado «aportes esenciales» para «el ocultamiento deliberado de la verdad» en los secuestros, torturas y homicidios de treinta y cinco personas, a través de tareas de acción psicológica desde las páginas del diario, al servicio de los represores de la dictadura.
Las revistas Somos, Gente y Para Ti, pertenecientes al grupo editorial Atlántida, son de las que más apoyaron y difundieron la campaña prodictadura, inclusive antes del golpe. En tanto, los diarios Clarín y La Nación siguieron su tradición de alineamiento con los golpes militares, y apoyaron abiertamente la dictadura desde sus inicios. En el primer editorial de Clarín, al otro día del golpe, se afirmó que «se abre una etapa con renacidas esperanzas» y que «la acción de las Fuerzas Armadas se ha caracterizado por una ponderada decisión de la que ha estado ausente la prepotencia revanchista o la innecesaria utilización de la fuerza». En agosto, Clarín se refirió a la relación existente entre la prensa y los jefes de la dictadura militar. Se animó a afirmar que «la prensa nacional no tiene dificultades con un gobierno que persigue idénticos fines».
En abril de 1977, Videla anunció en conferencia de prensa que los familiares del empresario David Graiver —muerto sospechosamente el año anterior—, quienes eran además los accionistas de Papel Prensa, habían sido detenidos y que la Junta Militar había decidido «la prohibición de administrar y disponer de sus bienes». Ese mismo día, los diarios Clarín, La Razón y La Nación se quedaron con Papel Prensa. Poco después, Lidia Papaleo, viuda de Graiver, fue llevada detenida a un centro clandestino de detención, donde, según recordaría posteriormente: «Cuanto más sangraba yo, él me eyaculaba encima. De tanto picanearme, me dislocaron los hombros. Me ponían sobre un elástico, atada, y para escapar de la picana, me movía hacia un costado y el otro. Después ellos me tiraban en un calabozo, muy chiquito, muy frío». A partir de marzo de 1977, los familiares y miembros del grupo Graiver fueron detenidos en forma ilegal. El 8 de marzo, Juan Graiver de Papaleo; el día 14, Lidia Papaleo, Silvia Fanjul y Lidia Gesualdi; el 12, Dante Marra, Julio Daich y Enrique Brodsky; el 15, Jorge Rubinstein; el 17, Isidoro Graiver; el 22, Martín Aberg Cobo; el 1 de abril de 1977, Edgardo Sajón; el 12, Rafael Ianover; el 15, Jacobo Timerman y Osvaldo Papaleo; el 19, Orlando Reinoso; el 22, Eva Gitnacht. Todos ellos fueron llevados al centro clandestino de detención conocido como el Pozo de Banfield. Algunos de ellos continúan aún como desaparecidos, otros fueron puestos a disposición del Poder Ejecutivo Nacional, y otros murieron debido a las torturas aplicadas.
Además de la labor de exaltación del régimen llevada a cabo por los principales medios gráficos de la época (las revistas Somos, Para ti y Gente, los periódicos La Prensa, Clarín, La Nación, La Tarde y La Razón), la afinidad con el Gobierno también sirvió a algunos grupos editoriales para hacerse con el control de empresas rivales, las cuales tenían sus propietarios detenidos, como fue el caso de la empresa Papel Prensa, que acabó siendo propiedad de Clarín, La Nación y La Razón.
- El periodismo clandestino de Rodolfo Walsh. El periodista, escritor y militante de la agrupación Montoneros Rodolfo Walsh, que acabó siendo secuestrado y muerto por un grupo de tareas de la ESMA al cumplirse un año del golpe,[183] acometió un proyecto de periodismo clandestino llamado Agencia de Noticias Clandestina (ANCLA)[183] repartiendo distintas notas informativas en forma individual, como por ejemplo su Carta de un escritor a la Junta Militar de 1977.[65] Las comunicaciones de ANCLA se iniciaron inmediatamente después del golpe.[183]

- La revista judía Nueva Presencia, fundada en 1977 y dirigida por Herman Schiller, fue uno de los pocos ejemplos que hubo de denuncias del Proceso publicadas en medios de comunicación argentinos durante la dictadura.[177] Nueva Presencia era una publicación sostenida por pequeños anuncios publicitarios, en la cual firmaron artículos personalidades como Emilio Mignone, Nora Cortiñas, Hebe de Bonafini, Julio Raffo e incluso ex detenidos-desaparecidos exiliados como Graciela Geuna. En 1981 sus oficinas sufrieron dos atentados con bomba.[184]

- La Revista Humor fue, también, otro de los pocos ejemplos del periodismo argentino que tuvo una actitud crítica hacia el Proceso.[177] Dirigida por Andrés Cascioli, aprovechó el humor para hablar de temas que estaban proscritos por la política cultural del gobierno de facto.[185]

- Los medios de comunicación extranjeros publicados en la Argentina. Además de los pocos medios de comunicación y periodistas que hicieron frente a la dictadura, también hubo casos de periódicos en lengua inglesa que publicaron críticas al gobierno, como es el caso del Buenos Aires Herald, el primero en hablar de desaparecidos o el periódico irlandés The Southern Cross.[177]

### Juventudes políticas
Pocas semanas después de concretado el golpe, dirigentes de las agrupaciones juveniles de algunos partidos políticos comenzaron reuniones clandestinas o semipúblicas en embajadas, clubes y hasta locales partidarios; participaron sectores de la diezmada Juventud Peronista (JP, Nilda Garré y Juan Pablo Unamuno), la Juventud Radical (JR, Federico Storani, Marcelo Stubrin), la Federación Juvenil Comunista (FJC, Patricio Echegaray, Enrique Dratman y Alberto Nadra), socialistas ("unificados", Eduardo Lázara) y ("auténticos", Mario Mazzitelli, Adrián Camps), democristianos de izquierda (Carlos Bermúdez) y de la Juventud Intransigente  (JI, Martín Andicoechea, Roberto Garín). Era el inmediato renacer de lo que fueron las Juventudes Políticas Argentinas (JPA) hasta el 24 de marzo de 1976, y lo que luego de la Guerra de Malvinas reaparecería públicamente como Movimiento de Juventudes Políticas (MOJUPO).
Pese al clima represivo plasmaron pronunciamientos conjuntos: el repudio al plan económico de Martínez de Hoz; la adhesión a la Central Única de Trabajadores Argentinos (CUTA), por la libertad de los presos y el esclarecimiento de la situación de los desaparecidos.
Esa coordinación de juventudes impulsó al renacer de los reclamos de los jóvenes productores (como se evidenció el I, II y III Encuentro de la Juventud de la Federación Agraria con centenares de delegados)[cita requerida], de los obreros, protagonistas de los trabajos "a tristeza" en las automotrices o en el ferrocarril, de las revistas estudiantiles de los colegios secundarios –de las que llegaron a distribuirse 4.000 sólo en la Capital Federal, y de la que fue una de las más destacadas –y golpeadas— "Aristócratas del Saber", del Nacional Buenos Aires, de la reorganización de los centros estudiantiles, enfrentando a Moyano Llerena, de la resistencia al cierre de la Universidad de Luján y de las actividades en los clubes de barrio.
En 1977 hubo un pronunciamiento conjunto contra la política económica que personificaba José Alfredo Martínez de Hoz, y en 1978 por la Paz con Chile. En 1979, se constituyó la Confluencia Multisectorial Juvenil por la Paz en el Beagle –con León Gieco cantando “Solo le pido a Dios” en Vélez, en el acto de cierre– cuando las dictaduras se pusieron al borde de la guerra.
Las juventudes también organizaron marchas conjuntas a la Iglesia de San Cayetano, con el movimiento obrero (sucesivamente la CUTA, los 25, la CGT-Ubaldini) por "Pan, Paz y Trabajo", enfrentando la represión militar con enfrentamientos en todo el barrio de Liniers.
También co-impulsaron la movilización ante la visita de la Comisión Interamericana de Derechos Humanos (CIDH), con miles de personas desafiando los Falcon, las fotos y las amenazas, en Avenida de Mayo al 760, donde funcionó la OEA. Familiares y amigos, formularon denuncias, con el apoyo de centenares de comités partidarios y juveniles de "recepción de denuncias y apoyo a los familiares". Las juventudes políticas tuvieron su propio encuentro, y entregaran una declaración conjunta y documentación de casos concretos.
Ya antes, en 1978, se había constituido el Seminario Juvenil de la ADPH, que acuñó la consigna-denuncia acerca de "el delito de ser joven", pues los estudios realizados en plena dictadura demostraron que más del 80% de los desaparecidos eran jóvenes; la mayoría trabajadores, seguidos por los estudiantes. Una delegación de dirigentes juveniles acompañaron, asimismo, a las Madres de Plaza de Mayo en sus primeras movilizaciones, recibiendo los gases con los que pretendieron intimidar a las mujeres del pañuelo blanco.
Sobre el fin del régimen, las juventudes políticas participaron organizadamente en la movilización convocada por la CGT a la Plaza el 30 de marzo de 1982.
El 2 de abril de 1982, marcharon a la Plaza de Mayo junto con los que concurrieron espontáneamente, pero levantando consignas, escritas en panfletos y carteles de la época, como "Malvinas sí, dictadura no" o “Malvinas sí, democracia también”. Estos hechos no fueron “espontáneos”, sino organizados, producto de la marcha acordada en decenas de comités conformados con reclamos y banderas propias en colegios, universidades, barrios, que fueron los mismos que concurrieron a repudiar a la cúpula militar cuando se dio su derrota y rendición.

## Guerra de las Malvinas
En diciembre de 1981 la Junta Militar comenzó a preparar secretamente la reconquista de las Islas Malvinas. Argentina considera que las islas Malvinas, Georgias y Sándwich del Sur constituyen territorios propios usurpados por el Reino Unido en 1833, cuando una fuerza militar del Imperio Británico ocupó las Islas y expulsó a las autoridades argentinas.
El 2 de abril de 1982 la invasión se comunicó mediante un discurso transmitido por cadena nacional, en donde se anunció por primera vez la recuperación argentina de las islas. Y el gobierno se valió de la recuperación de las Malvinas para rescatar su gobierno y quedarse en el poder, dado que la recuperación de un símbolo nacional iba a hacer que la resistencia popular cese.
La resistencia popular cada vez más fuerte giró a favor de la acción militar. La mayoría de los dirigentes políticos apoyaron al hecho. A modo de ejemplo Oscar Alende dijo:

Afortunadamente, éste es un día en que los argentinos podemos afirmar, con el pecho bien ancho, que las Fuerzas Armadas han interpretado el sentimiento y el pensamiento popular, en la integración de nuestro territorio nacional, porque las Malvinas y toda su esfera habían sido realmente usurpadas en 1833.

El Reino Unido envió la Fuerza de Tareas 317 para desalojar a los argentinos y restablecer el gobierno británico en las islas.
Las Fuerzas Armadas convocaron a miles de conscriptos a las filas. El 1 de mayo comenzaron las hostilidades en Malvinas. Los combatientes argentinos resistieron al ejército británico durante 45 días. El momento más crítico fue el hundimiento del crucero ARA General Belgrano por parte de un submarino británico. Un número de 323 argentinos murieron en el incidente. El hecho es controversial por cuanto el crucero estaba fuera de la zona de exclusión total instaurada por el Reino Unido. El Reino Unido lo considera oficialmente una acción legal. Contrastando, legisladores y funcionarios británicos dicen enérgicamente que fue un crimen de guerra.
Durante el conflicto, el gobierno controló a los medios que reportaban sobre el conflicto. La información era difícil de conseguir sin ser antes sometida o distorsionada por la censura del gobierno (tanto en medios públicos como en privados), ya que los últimos eran sometidos a un control y estricta vigilancia sobre lo que era publicado, a través de la censura. Además, el gobierno había contratado a las empresas publicitarias más importantes del país como las revistas Gente y Somos y el diario Clarín, con el fin de utilizarlas para propaganda. También utilizó para difundir datos a la secretaría de información pública, la secretaría de prensa y difusión, la secretaría de comunicación y el comité federal de radiodifusión.
La revista Gente fue una de las que más espacio le dedicó al conflicto armado de Malvinas. Sus tapas se mostraban a favor del gobierno y señalaban el éxito de las operaciones. Usaron también varios métodos para que la gente de por sentado que la información que transmitían era veraz, como utilizar fotos exclusivas, conseguir entrevistas a expertos donde avalaran la opinión de la revista, o repetir afirmaciones como “estamos ganando”, “seguimos ganando”, etc.
El diario Clarín fue también importante durante el conflicto. Al ser uno de los periódicos más grandes de Argentina, tuvo gran repercusión durante la guerra. Este medio de información se centró específicamente en la emisión de noticias de Malvinas, para lo que utilizó cuatro ejes: las noticias o declaraciones de sectores políticos opositores, informes especiales organizados por el mismo diario, las notas editoriales, y las notas donde el gobierno era el emisor.
La revista Somos se focalizo también en la guerra con Gran Bretaña. Incluía en sus páginas fotos adulteradas e imágenes ilustradas creadas por el Batallón 601 de Inteligencia del Ejército (“cerebro” de la represión ilegal del Ejército), que fue un instrumento de apoyo activo a la dictadura militar. De esta manera, los argentinos eran informados sobre victorias no ganadas, y de aviones, barcos y otros operativos supuestamente destrozados, pero que en realidad ni siquierafueron rozados, y de batallas jamás dadas.
La batalla final ocurrió entre el 11 y el 13 de junio, donde el ejército británico se impuso al ejército argentino en la isla Soledad. El 14 de junio el comandante argentino se rindió condicionalmente en Puerto Argentino. En ese momento, un número de 649 argentinos habían muerto en combate, incluidos los del General Belgrano.
Los generales de división echaron al teniente general Galtieri, quien se vio forzado a renunciar el 18 de junio como presidente y comandante. El reemplazante en la Junta fue el teniente general Cristino Nicolaides y en la Presidencia fue el general de división Reynaldo Bignone, quien inició un proceso de restauración del sistema democrático.
Posteriormente se iniciarían investigaciones por crímenes de guerra cometidos por generales argentinos contra los propios conscriptos. En 2009, excombatientes de las Malvinas contaron las vejaciones a las que fueron sometidos como parte de castigo de campo por parte de setenta oficiales y suboficiales durante el conflicto bélico. El veterano José M. Araníbar apoyó la investigación sobre vejámenes, torturas, servidumbre, heridas graves, abandono de persona e incluso dos muertes: la de un soldado que al parecer fue fusilado por un cabo, y otro que murió de hambre al ser abandonado.
Actualmente la Argentina reclama la soberanía sobre las islas Malvinas, Georgias del Sur y Sándwich del Sur con base en lo estipulado en diferentes laudos y mapas coloniales españoles, así como en lo enunciado en la constitución nacional.
La dictadura se vio forzada a entregar el poder en 1983. La derrota en Malvinas aceleró su caída. El 1 de julio de 1982 Bignone asumió como presidente de la junta. La Armada y la Fuerza Aérea abandonaron el gobierno, y el Ejército asumió la conducción total. La Junta Militar se había disuelto el 23 de junio anterior. Las Fuerzas Armadas planeaban prolongarse en el poder hasta el 29 de marzo de 1984, fecha en la cual Bignone entregaría el mando, pero finalmente se vieron obligadas a adelantar el traspaso del poder por su fracaso militar, político y económico. Bignone condujo el último gobierno para ello.
La Junta Militar se recompuso hacia octubre de 1982 con el teniente general Cristino Nicolaides, el almirante Rubén Oscar Franco y el brigadier general Augusto Jorge Hughes.

## Final y consecuencias

Manifestación del pueblo argentino un día antes de las elecciones presidenciales en la avenida 9 de Julio.

La campaña presidencial de 1983 opuso al candidato peronista Ítalo Luder, quien rechazaba una revisión de lo sucedido durante la dictadura, otorgando legalidad a la ley de autoamnistía dictada por los militares, y al radical, Raúl Alfonsín, favorable al enjuiciamiento de los máximos responsables del terrorismo de Estado (estableciendo tres niveles de responsabilidad). El 30 de octubre Alfonsín venció con el 52 % de los votos, provocando la primera derrota electoral del peronismo en la historia.
Apenas asumida la presidencia, el 10 de diciembre de 1983, Raúl Alfonsín (1983-1989) firmó los decretos de creación de la Comisión Nacional sobre la Desaparición de Personas para investigar las violaciones a los derechos humanos ocurridas entre 1976 y 1983. Su investigación, plasmada en el libro Nunca más, fue entregada a Alfonsín el 20 de septiembre de 1984.
El gobierno radical ordenó el juzgamiento de los principales responsables del terrorismo de Estado en el llamado Juicio a las Juntas, con la participación destacada del fiscal Julio César Strassera. La sentencia condenó a los integrantes de las Juntas Militares a penas por delitos de lesa humanidad, incluyendo la reclusión perpetua de los principales responsables. Era la primera vez que se enjuiciaba a quienes detentaron la suma del poder público sin más armas que las leyes. Se los enjuició por los mismos tribunales que pueden enjuiciar a cualquier ciudadano, aplicando el Código Penal vigente en la república desde 1922. Este fue un hecho único en el mundo, que sentó precedentes para que se incluyera en el Código Penal la figura de la desaparición forzada de personas, imitada por varios países y que logró a la vez que la ONU la declarara delito de lesa humanidad.
Sin embargo, cediendo a las presiones de sectores militares —y también de algunos sectores civiles—, el gobierno de Alfonsín promulgó las leyes de Obediencia Debida y Punto Final, las cuales extinguieron las acciones penales contra los mandos intermedios participantes del terrorismo de Estado.
En 1989 y 1990, el presidente Carlos Menem dictó indultos que beneficiaron a los funcionarios del Proceso y a los jefes guerrilleros que continuaban judicialmente comprometidos. La situación de impunidad en Argentina determinó que los familiares de los desaparecidos buscaran apoyo en el exterior, por lo que desde 1986 se iniciaron procesos penales contra miembros de la dictadura militar en España, Italia, Alemania y Francia, por desaparecidos de esos países. En 2004 el Tribunal de la ciudad de Núremberg, Alemania, emitió órdenes de captura y extradición contra Jorge Rafael Videla y Emilio Massera; no obstante, quedaron en prisión domiciliaria por otros crímenes no alcanzados por el indulto, como la apropiación de hijos nacidos durante el cautiverio de sus padres.
El 15 de abril de 1998, por la ley 24 952 se derogaron las leyes de Punto Final (n.º 23492) y Obediencia Debida (n.º 23521), que posteriormente, el 2 de septiembre de 2003, fueron declaradas «insanablemente nulas» (artículo 1.º) por la Ley 25779 El 14 de junio de 2005, la Corte Suprema de Justicia de la Nación declaró la inconstitucionalidad de las leyes mencionadas anteriormente, además de establecer la validez de la ley de nulidad.

### Día Nacional de la Memoria

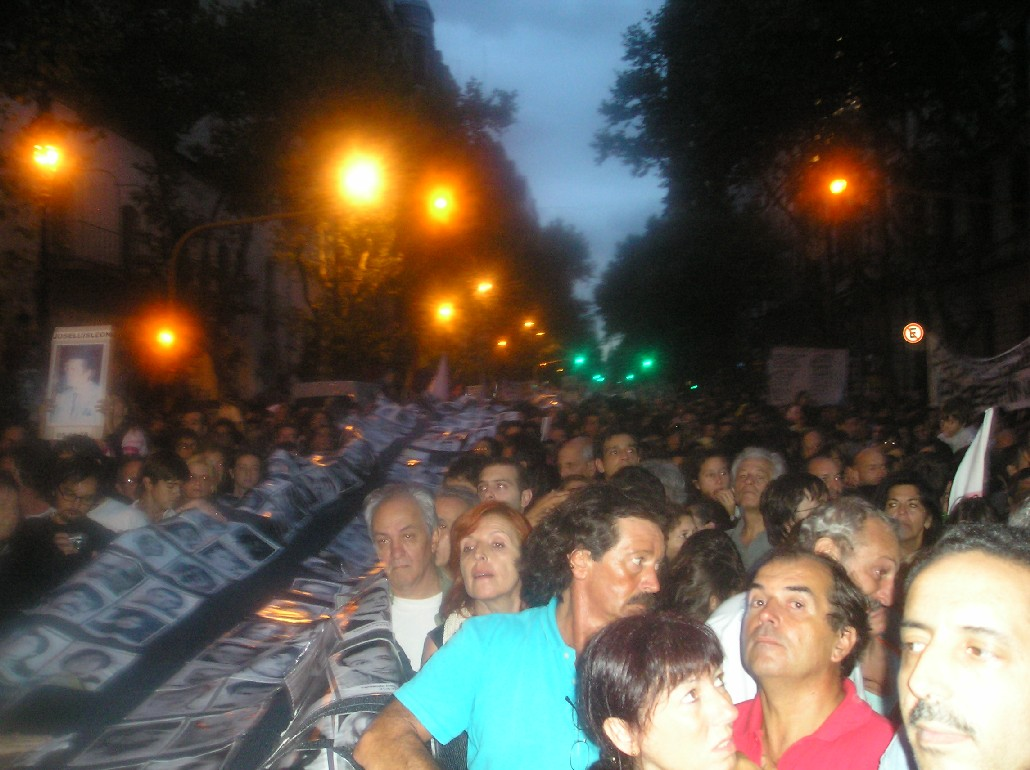
Marcha por los desaparecidos en ocasión del trigésimo aniversario del Proceso de Reorganización Nacional.

El 15 de marzo de 2006, la ley 26085 declara al 24 de marzo como Día Nacional de la Memoria por la Verdad y la Justicia, en conmemoración al terrorismo de Estado y crímenes de lesa humanidad cometidos durante el Proceso, al cumplirse treinta años del golpe que derrocara a María Estela Martínez de Perón. Se establece como feriado nacional inamovible.

### Crímenes de lesa humanidad y genocidio
El Tribunal Federal N.º 1 de La Plata utilizó por primera vez en el país la figura de genocidio para describir las acciones realizadas por el Estado argentino durante los años del Proceso. Si bien citó el hecho de que durante algunos años la legislación internacional contemplaba los motivos políticos en la definición, la fundamentación para aplicar la definición se centró principalmente en el hecho de que las víctimas pertenecían a un grupo nacional: el argentino. La sentencia se refiere a la condena al exdirector de Investigaciones de la Policía bonaerense Miguel Etchecolatz por casos relacionados con detenidos-desaparecidos, leída el 19 de septiembre de 2006.
El 9 de octubre de 2007 el Tribunal Federal Oral N.º 1 de La Plata condenó a reclusión perpetua por genocidio a Christian Von Wernich, sacerdote católico y ex capellán de la Policía bonaerense durante la dictadura militar.
Pero en 2011, en el juicio por los delitos cometidos en la Escuela Superior de Mecánica de la Armada (ESMA) del Tribunal Oral Federal N.º 5 se debatieron dos posiciones doctrinales diferentes, una que sostenía debía aplicarse el derecho internacional y sus actos aberrantes ser calificados como «crímenes contra la humanidad» y, por ende, delitos de lesa humanidad; y la otra, que sostenía que se trataba del tipo penal «genocidio y terrorismo». Tanto la Sección Tercera de la Sala de lo Penal de la Audiencia Nacional como la Sala Segunda del Tribunal Supremo se definieron por la primera opción. El tribunal declaró que los hechos objeto de ese proceso resultaban constitutivos de crímenes de lesa humanidad y debían ser calificados según el artículo 118 de la Constitución Nacional y Convención sobre la imprescriptibilidad de los crímenes de guerra y de los delitos de lesa humanidad, aprobada por ley argentina n.º 24 584.